# Batman
Vous lisez un « article de qualité » labellisé en 2014.
Pour les articles homonymes, voir Batman (homonymie).
Bruce Wayne, alias Batman, est un super-héros de fiction appartenant à l'univers de DC Comics. Créé par le dessinateur Bob Kane et le scénariste Bill Finger, il apparaît pour la première fois dans le comic book Detective Comics no 27 en 1939 — mai 1939 comme date sur la couverture mais la date réelle de parution est le 30 mars 1939 — sous le nom de The Bat-Man. Bien que ce soit le succès de Superman qui ait mené sa création, il se détache de ce modèle : il n'a aucun pouvoir. Batman est un humain qui a décidé de lutter contre le crime après avoir vu ses parents se faire abattre par un voleur dans Crime Alley, ruelle de Gotham City. 
Batman travaille également régulièrement avec Superman (du même univers de Comics) malgré plusieurs divergences d'opinions entre eux sur des techniques de lutte contre le crime. Batman a fait partie de plusieurs équipes : la Société de justice d'Amérique, la Ligue de justice d'Amérique et les Outsiders. Des surnoms lui sont parfois accolés : The Caped Crusader, The Dark Knight, The World's Greatest Detective, ou encore en français, le Justicier masqué, l'Homme chauve-souris ou le Chevalier Noir. Toute une série de super-vilains s'opposent régulièrement à lui. Selon les occasions, ces derniers s'attaquent mutuellement ou s'entraident quelquefois pour lui nuire. Parmi les ennemis récurrents de Batman se trouvent le Joker, Double-Face, l'Épouvantail, Bane, Ra's al Ghul, le Sphinx ou le Pingouin.
Batman est devenu un personnage très populaire rapidement après sa première apparition, ce qui s'est traduit par la création de son propre titre Batman, en 1940, dont le premier numéro voit l'apparition du Joker, son ennemi juré. Au cours des années, différentes interprétations du personnage ont été proposées. Par ailleurs, Batman a été adapté dans une grande variété de médias. À la télévision, il est dès les années 1940 le héros de deux serials, Batman et Batman et Robin, puis de la série Batman de 1966 à 1968, ainsi que d'un film réalisé par Leslie H. Martinson en 1966 et qui fait office de film pilote de cette même série télévisée. De multiples séries télévisées d'animation verront également le jour au fil du temps, dont Batman en 1992. Au cinéma deux séries de films lui ont été consacrées, la première dans les années 1990 a été réalisée par Tim Burton et Joel Schumacher, la seconde dans les années 2000 a été réalisée par Christopher Nolan, avant que Batman n'apparaisse dans les films de l'univers cinématographique DC à partir de 2016. Plusieurs jeux vidéo ont utilisé le personnage avec un succès relatif jusqu'à la dernière série de jeux inaugurée en 2009 par Arkham Asylum qui a été saluée par la critique et le public.

## Origines du personnage
En avril 1938, dans le premier numéro d'Action Comics, publié par DC Comics, apparaît Superman, le premier super-héros. L'immense succès du personnage pousse Harry Donenfeld et Jack Liebowitz, les propriétaires de DC, à répéter la formule et demandent à Bob Kane de créer un nouveau super-héros,.
Âgé de 22 ans, Kane est déjà un auteur connu pour ses séries d'humour, comme Peter Pupp, ou d'aventures comme Rusty and his pals,. Il s'attelle à la tâche qui doit lui apporter de substantiels revenus. En effet, le rédacteur en chef Vince Sullivan lui a affirmé que Siegel et Shuster, les créateurs de Superman, gagnent chacun 800 $ par semaine ; or Kane touche habituellement entre 35 et 50 $.
Bob Kane s'inspire de l'hélicoptère et des études sur la chauve-souris de Léonard de Vinci, des films Le Signe de Zorro, Dracula et l'adaptation cinématographique The Bat Whispers de la pièce de théâtre The Bat de Mary Roberts Rinehart, dont le personnage éponyme est un criminel masqué. Kane esquisse ensuite le personnage qui doit marier les qualités de détective de Sherlock Holmes et les prouesses physiques des films de Douglas Fairbanks. L'influence de Zorro est particulièrement perceptible dans les caractéristiques du personnage de justicier nocturne masqué : comportement diurne de riche dandy oisif pour détourner les soupçons sur son identité secrète, cape et costume noirs, majordome fidèle, mode de locomotion véloce de couleur noire, repaire secret sous une luxueuse villa, amitié avec un représentant de la loi, etc. En guise de clin d'œil, plusieurs comics figurent ultérieurement le jeune Bruce Wayne et ses parents à la sortie d'un cinéma diffusant Le Signe de Zorro, juste avant le braquage virant au drame.
Le scénariste Bill Finger suggère de nombreuses modifications à Kane : la couleur du costume qui passe du rouge au gris, l'apparence du héros en l'équipant d'une cagoule au lieu d'un simple masque, une cape au lieu des ailes, des gants ainsi que plusieurs autres détails. À propos des sources d'inspiration du nom « Bruce Wayne », Finger précise que « le prénom de Bruce vient de Robert Ier d'Écosse. (…) j'ai cherché un nom de famille suggérant le colonialisme. J'ai essayé Adams, Hancock… puis j'ai pensé à Anthony Wayne,. »
Kane avait une idée pour un personnage nommé Batman, et il souhaitait me montrer les dessins. Il dessina un personnage qui ressemblait très fort à Superman avec des espèces de… collants rouges, je crois, avec des bottes… sans gants, sans gantelets… avec un petit masque loup. Il avait deux ailes rigides qui dépassaient, ressemblant à des ailes de chauve-souris. Et en dessous, il y avait un signe… BATMAN,.

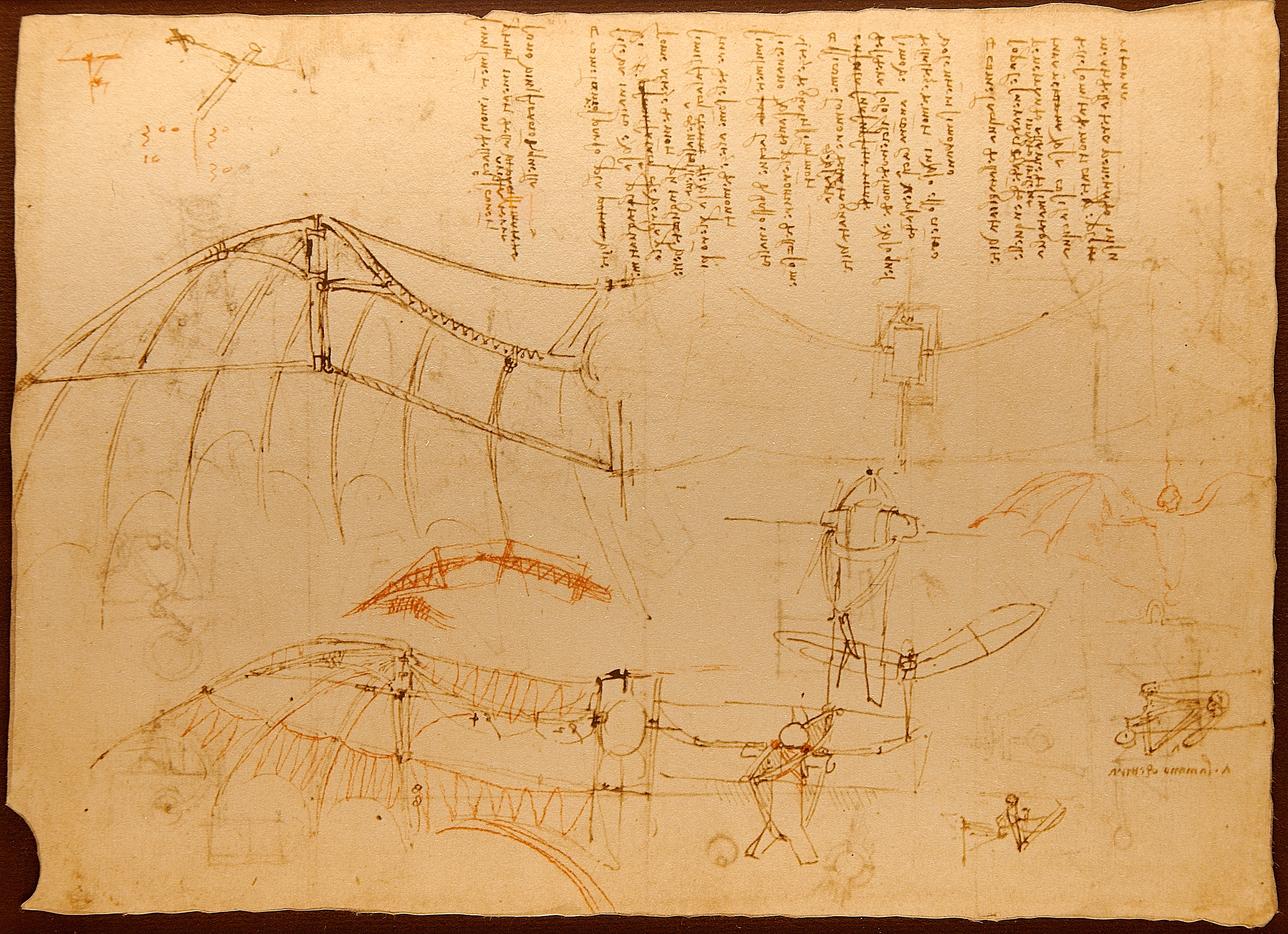
Conception d'une machine volante à ailes battantes par Léonard de Vinci.
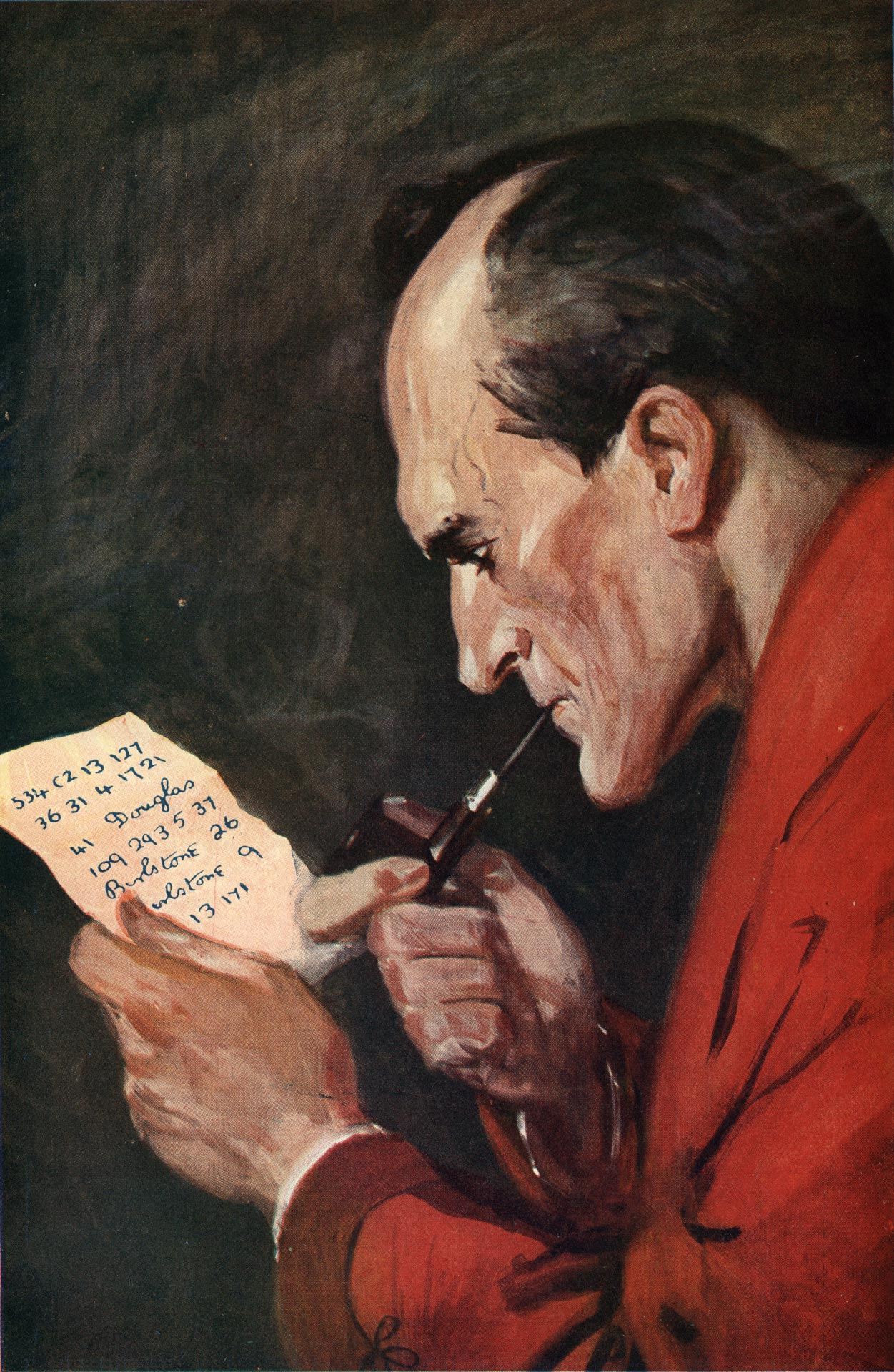
Sherlock Holmes.
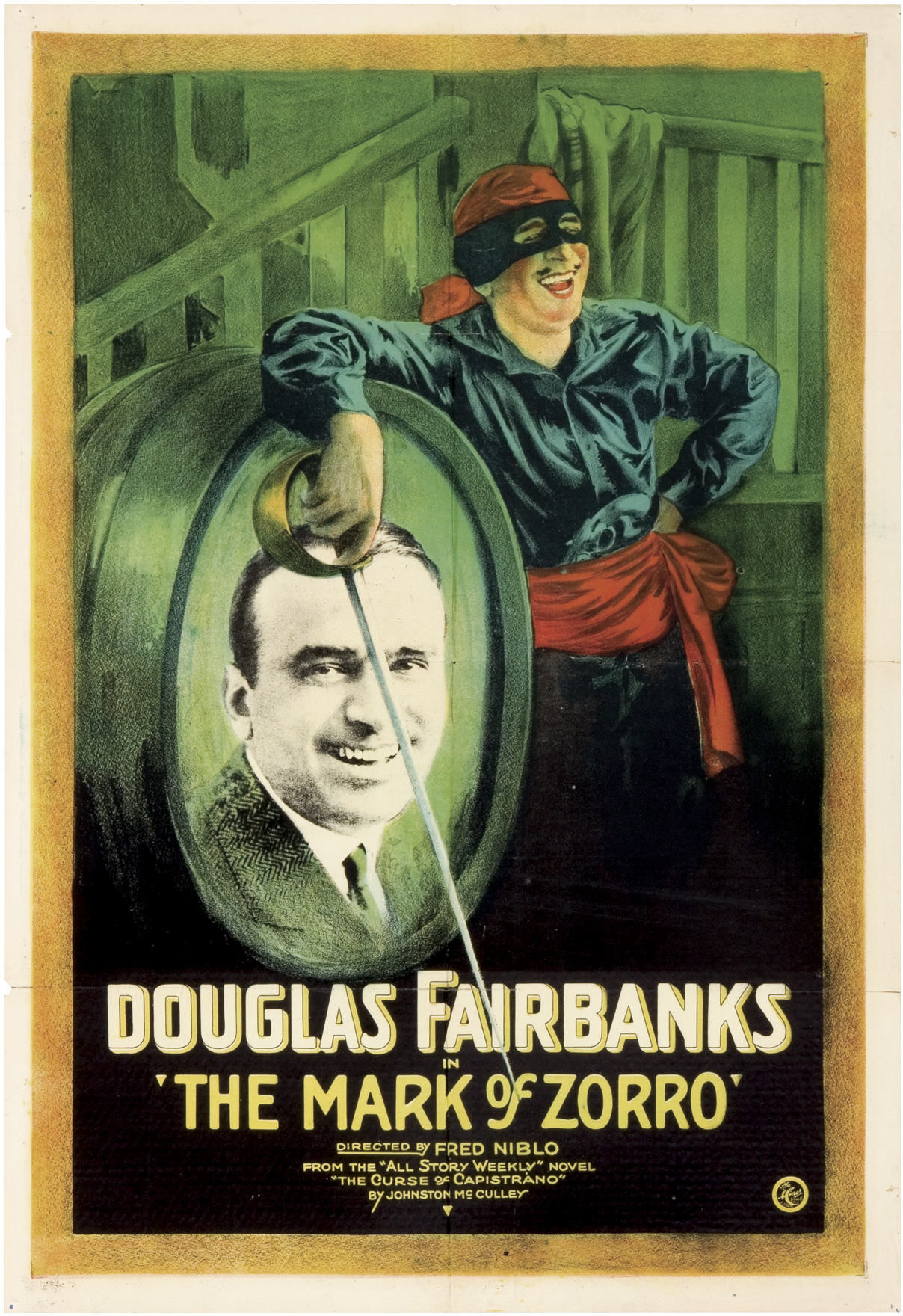
Affiche du film Le Signe de Zorro (1920).
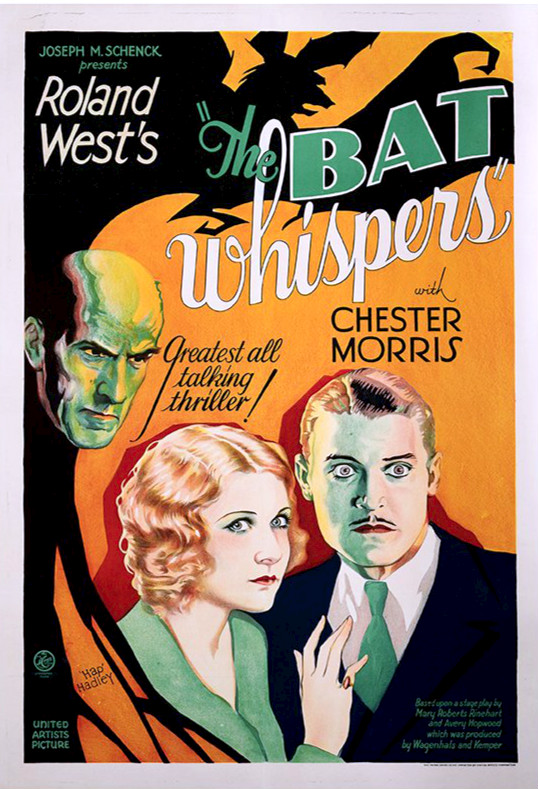
Affiche du film The Bat Whispers (1930).

## Évolution du personnage

### Âge d'or des comics

#### Mention des auteurs

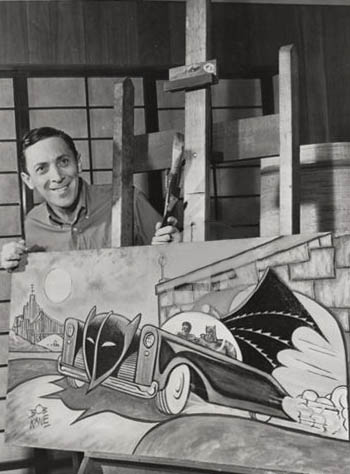
Bob Kane en 1966.

Après acceptation par DC de son projet scénarisé par Bill Finger, Bob Kane négocie un contrat avec DC qui oblige l'éditeur à signer les histoires de Batman du nom de Kane, même s'il n'a rien écrit ou dessiné et qui indique que Kane doit livrer un certain nombre d'histoires du héros. La signature est parfois développée en Created by Bob Kane,.
Bien qu'il ait travaillé sur d'autres séries publiées par DC depuis les années 1940, Bill Finger n'est pas reconnu à sa juste valeur et sa participation à la création de Batman reste longtemps sous-estimée. Par exemple, dans le courrier des lecteurs de Batman no 169 (février 1965), l'éditeur Julius Schwartz indique que Finger a créé le Sphinx mais son contrat ne mentionne pas une obligation de le créditer. À la mort de Finger en 1974, DC n'a toujours pas rétabli l'importance du rôle de ce dernier. Quelques années plus tard, Kane confirme les contributions de Finger (« Batman était au début un super-héros, un justicier ; Bill en a fait un détective scientifique »), tout en insistant sur son propre rôle dans la création du personnage. C'est seulement en 2014 que le nom de Finger est inscrit comme scénariste de la première histoire de Batman dans la réédition gratuite du numéro 27 de Detective Comics prévue pour le mois de juillet 2014.
Au milieu des années 1960, le nom de Kane est retiré au profit des noms des scénaristes et dessinateurs. Ce ne sera qu'à la fin des années 1970 que la mention « créé par Bob Kane » sera rajoutée définitivement aux crédits, suivant l'exemple des histoires de Superman, où apparaît « créé par Jerry Siegel et Joe Shuster ».

#### Premiers temps
Présenté comme the Bat-Man, le super-héros masqué apparaît dans le numéro 27 du comic book Detective Comics publié le 30 mars 1939. La couverture est postdatée au mois de mai 1939, selon la méthode éditoriale consistant à indiquer une date ultérieure à celle de la mise en vente pour que le titre reste plus longtemps sur les présentoirs des marchands de journaux avant d'en être retiré avec les autres invendus.
Bill Finger témoigne que le personnage « a été écrit dans le style des pulps, des magazines bon marché dans lesquels se trouvaient des récits de science-fiction, de fantasy, etc ». L'intrigue de la première histoire de Batman, The Case of the Chemical Syndicate, est ainsi directement calquée sur celle de Partners of Peril (1936), un pulp où Theodore Tinsley (en) met en scène le ténébreux The Shadow. Drapé dans une cape noire, les traits masqués par un large chapeau et une écharpe rouge sang, ce justicier impitoyable n'hésite pas à utiliser ses deux pistolets emblématiques. Conformément à ce modèle, Batman, à ses débuts, ne montre aucune réticence à tuer délibérément des criminels. Par ailleurs, Bill Finger s'inspire de l'extravagante galerie de malfaiteurs représentée dans Dick Tracy, comics policier « hard-boiled », pour concevoir les ennemis du super-héros. Graphiquement, la série s'inspire des films dans lesquels la mise en scène est recherchée et originale comme ceux d'Orson Welles.

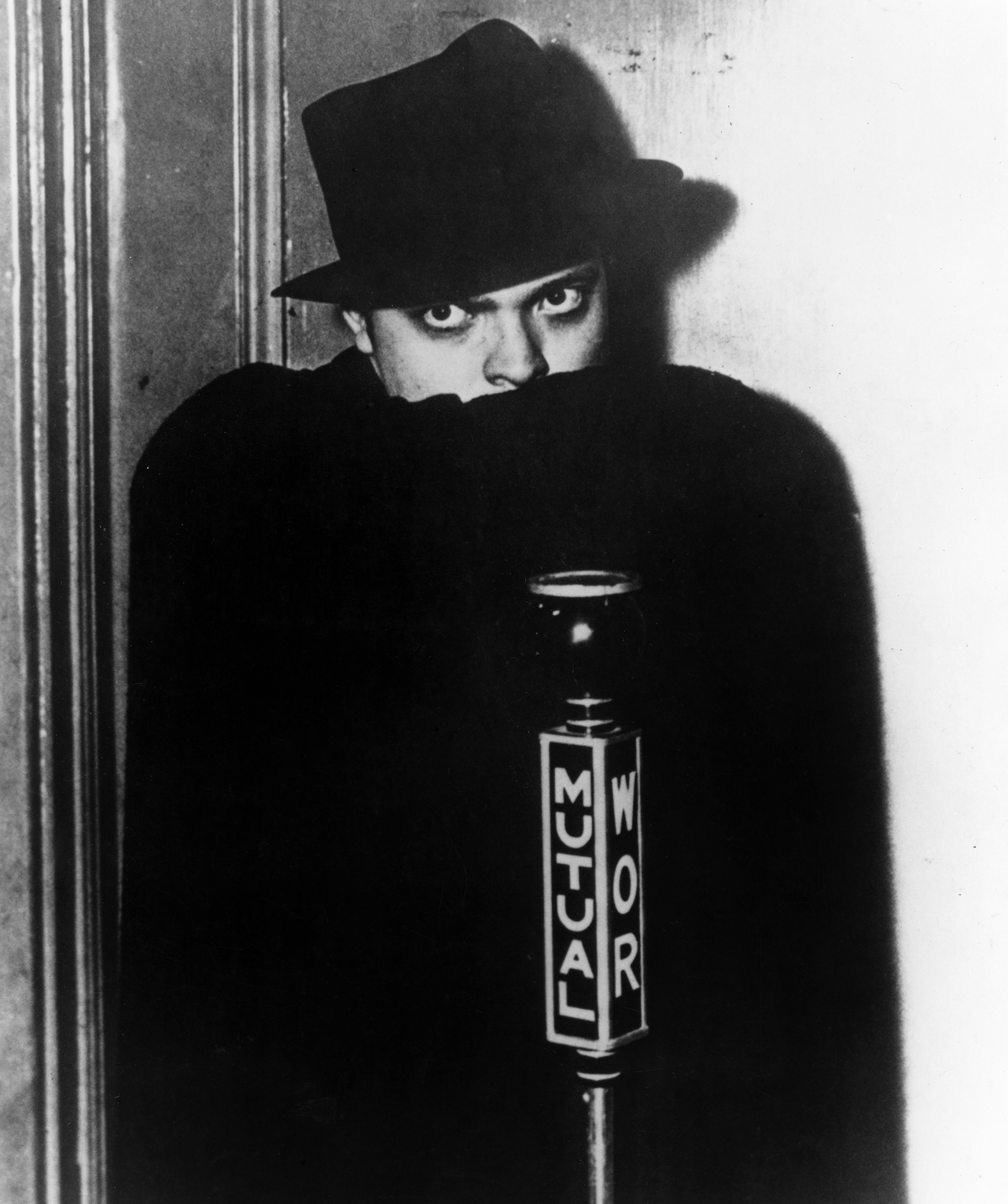
Orson Welles grimé en The Shadow. Photographie promotionnelle d'une adaptation radiophonique des aventures du justicier des pulps (vers 1937-1938).
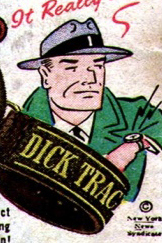
Dick Tracy combat des gangsters truculents aux faciès grotesques, qui inspireront partiellement les super-vilains de Batman.

Le personnage remporte un succès immédiat et dès 1940 il a droit à son propre comic-book trimestriel intitulé sobrement Batman. Dans le premier numéro apparaissent des personnages qui vont faire partie intégrante de l'univers du héros, à savoir le Joker et Catwoman. Ce premier numéro est aussi remarquable par le fait que Batman tue un personnage en lui tirant dessus. L'éditeur de l'époque décide alors que Batman n'aura plus le droit de tuer ou d'utiliser un fusil. La même année Batman rencontre Superman dans le comic-book World's Finest Comics.
Dès les premiers comics, on perçoit l'évolution physique du personnage. « En un an, il était complet, mon Batman définitif », déclara Kane. La ceinture remplie de gadgets fut introduite dans Detective Comics no 29, suivie par le batarang, un boomerang ayant la forme d'une chauve-souris stylisée, et le premier « bat-véhicule » dans le no 31. C'est deux épisodes plus tard, avec une brève histoire condensée sur deux pages, que l'on connaîtra les origines du personnage. Bruce Wayne est le fils d'un riche industriel assassiné avec son épouse par un criminel dans une allée de la ville fictive de Gotham (il faut attendre Batman no 47 pour en savoir plus et apprendre le nom de l'assassin de ses parents : Joe Chill). Bruce est témoin du meurtre et, traumatisé par cette catastrophe, s'entraîne pour lutter contre le crime une fois adulte. Lorsqu'une chauve-souris brise une fenêtre du manoir dans lequel il vit, Bruce considère cela comme un présage et décide de devenir the Bat-Man.

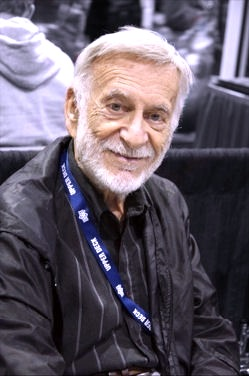
Jerry Robinson en 2008.

Batman est à l'origine un héros sombre. Les auteurs, dont Jerry Robinson qui assiste Bob Kane, s'inspirent du cinéma expressionniste allemand pour décrire un monde où le crime et la corruption règnent. Batman est le dernier recours face à des criminels insolites. Toutefois, ce côté « pulp » commence à s'estomper dès 1940 dans Detective Comics no 38 avec l'introduction de Robin, le partenaire de Batman. Robin (dont le nom a été inspiré par Robin des Bois et par le nom anglais du rouge-gorge) a été créé selon l'idée de Finger que Batman avait besoin d'un docteur Watson qui lui donnerait la réplique. Batman devient aussi un des membres de la Société de justice d'Amérique. Il apparaît brièvement pour la première fois dans le septième numéro du magazine All Star Comics dans lequel sont racontées les aventures du groupe. Il participe toutefois assez peu aux missions de la Société de justice, restant membre honoraire. Les relations de Batman avec la police ne sont alors pas conflictuelles. Il collabore avec la police de Gotham et devient même un membre d'honneur de celle-ci dans le septième numéro de Batman. En 1943, Batman gagne son comic strip auquel se consacre Bob Kane qui abandonne les comic books aux artistes de son studio. Kane est censé revenir au comic book en 1946, puisque selon l'accord signé avec DC Comics il doit dessiner et écrire un certain nombre de pages de Batman. En réalité il ne dessine plus rien et laisse le travail à Lew Schwartz de 1946 à 1953 et Sheldon Moldoff de 1953 à 1967.

### Âge d'argent des comics

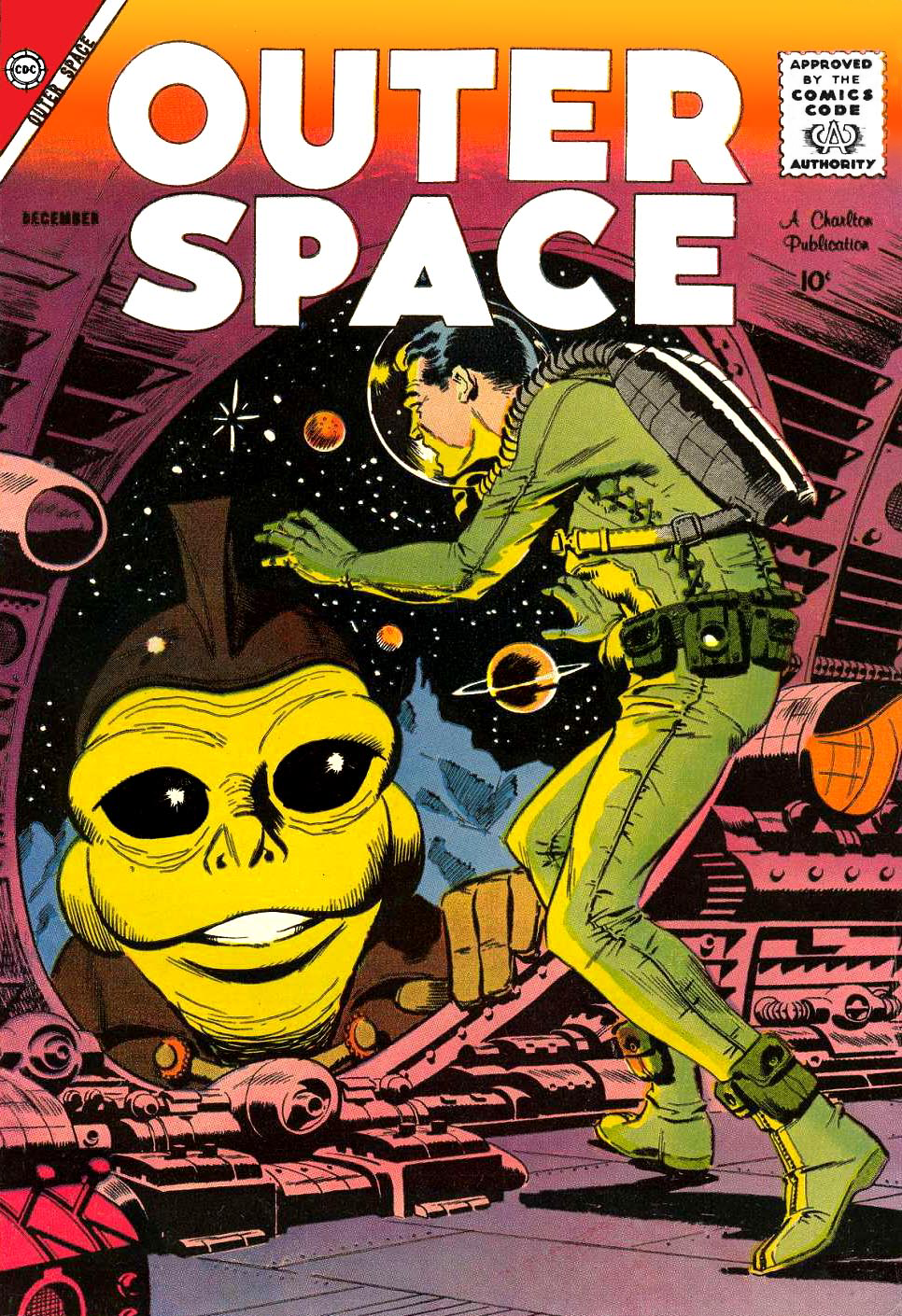
Comic-book de science-fiction publié en 1958, durant l'âge d'argent des comics.

Après la Seconde Guerre mondiale les lecteurs se désintéressent des comics de super-héros et se tournent vers d'autres genres comme les récits criminels ou les histoires d'horreur. Batman reste une des rares séries de super-héros publiées dans les années 1950. Au milieu des années 1950, les histoires de Batman peuvent être rattachées au genre de la science-fiction, à l'instar de Superman. Les histoires créées par Dick Sprang sont caractéristiques de cette vision du héros confronté à des ennemis anecdotiques et dépouillé de l'aspect noir des origines. Cependant, après la mise en place du Comics Code en 1954, cela n'apparaît pas suffisant. Les auteurs sont amenés à développer un aspect enfantin et le ton général de la série reste assez léger jusqu'au milieu des années 1960, sous la plume de Bob Kane mais aussi de ses nègres littéraires Jerry Robinson, Dick Sprang, Jim Mooney, Lew S. Schwartz, Sheldon Moldoff et Joe Giella au dessin et Gardner Fox au scénario. Cela conduit à des épisodes semblables à celui où Batman devient un géant ou pousse à créer des personnages qui vont l'entourer et former une « famille » comme celle de Captain Marvel ou celle de Superman. Après Robin, sont créés Batgirl, Batwoman, le bat-hound (un chien portant un masque comme Batman et l'aidant à chasser les criminels) et même Bongo the Bat-Ape,.
Il est communément admis que l’âge d'argent des comics commence en 1956, quand Barry Allen devient le nouveau Flash dans les pages du quatrième numéro du comic book Showcase. Les super-héros de l'âge d'or dont les comics ont cessé de paraître sont recréés comme Green Lantern ou Atom. Cela n'affecte pas Batman dont les comic books n'ont jamais connu d'interruption. Cependant, lorsque Barry Allen découvre une autre Terre où vit le Flash de l'âge d'or, les responsables éditoriaux de DC Comics établissent que les super-héros de l'âge d'or vivent tous sur cette Terre, nommée Terre II, alors que ceux de cette nouvelle période nommée âge d'argent vivent sur Terre I.
Durant l’âge d'argent, Batman collabore régulièrement avec d’autres héros, principalement Superman. Leur première rencontre dans cette période date de 1954 et a lieu dans le numéro 76 du comic book Superman. Ils se retrouveront fréquemment par la suite et feront équipe dans la série World's Finest Comics à partir du numéro 71 de juillet-août 1954 jusqu'au numéro 323 de janvier 1986. Les histoires sont basées sur leur proche amitié, et sur des affaires nécessitant leurs talents combinés. Batman est membre fondateur de la JLA dont la première histoire est publiée dans The Brave and the Bold no 28 (1960).

#### Série télévisée des années 1960

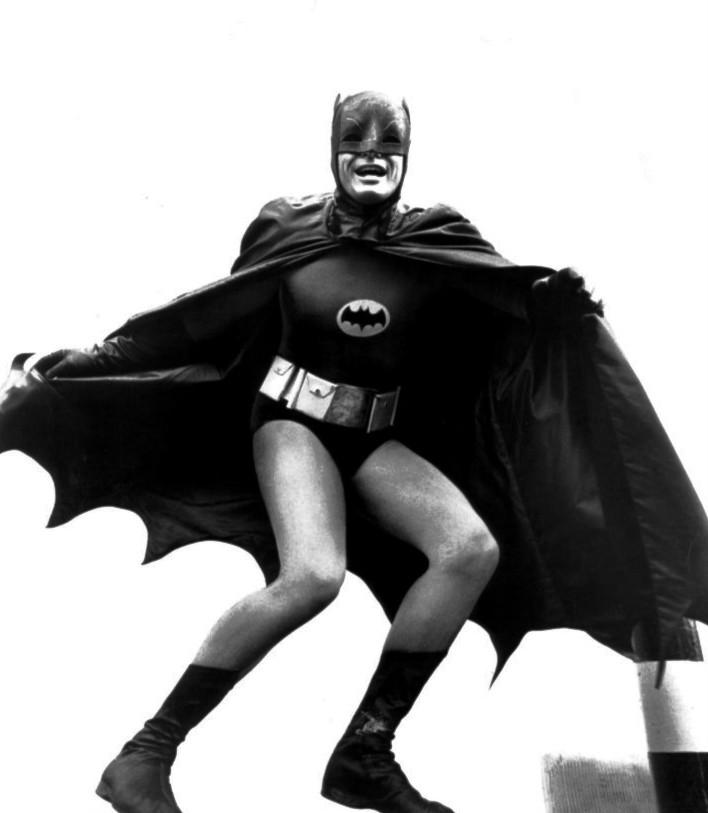
Batman interprété par Adam West dans la série télévisée de 1966.

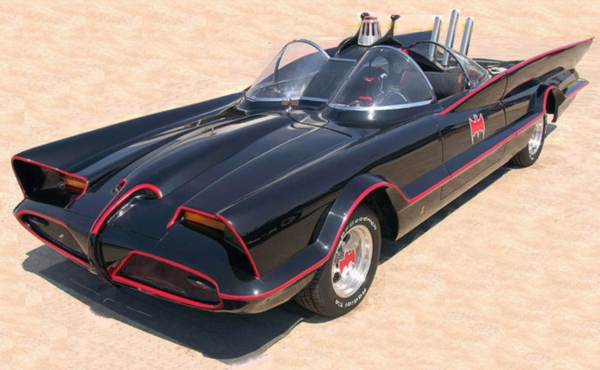
La Batmobile de la série télévisée de 1966.

En 1964, les ventes des comics dans lesquels Batman est le héros chutent de façon spectaculaire ; Bob Kane pense même que « [DC] était en train de planifier la mort de Batman ». Aussi quand Julius Schwartz est chargé de prendre en main les séries consacrées au héros, il adopte des mesures draconiennes. Tout d'abord, dans Detective Comics no 327 (1964) le costume de Batman est redessiné afin de lui donner un aspect plus contemporain. C'est Carmine Infantino qui apporte alors son aide dans cette tâche. De plus, les personnages apparus dans les années 1950 ainsi que les extra-terrestres sont abandonnés.
Cependant, l'amélioration des ventes des comics liés à Batman est surtout due au début de la série télévisée dont le premier épisode date du 12 janvier 1966. La série a une profonde influence sur le personnage car en plus du retour d'Alfred et de l'introduction de Batgirl, le côté kitsch de la série se ressent dans le comics. Grâce à la série, les ventes s'envolent pour atteindre une moyenne de 900 000 exemplaires, chiffre le plus important pour un comics de super-héros depuis les années 1950.
Bien que la série télévisée et le comics rencontrent un certain succès, l'aspect kitsch commence à lasser le public. La série télévisée est arrêtée en 1968. Les ventes des comics baissent à nouveau. Comme Julius Schwartz l'a indiqué plus tard : « Quand la série TV était un succès, on m'a demandé de faire du kitsch, et bien sûr quand la série a périclité, les comics ont suivi. »

### Âge de bronze des comics
Carmine Infantino, devenu responsable éditorial, décide alors de confier le personnage à de jeunes auteurs, le scénariste Dennis O'Neil et le dessinateur Neal Adams. Ils tentent de libérer Batman de la légèreté qu'il avait prise à la suite de la série télévisée pour retrouver le véritable « vengeur nocturne » des origines. L'ère O'Neil/Adams débute dans Detective Comics no 395 (1970) avec une intrigue à l'atmosphère plus gothique. Dans une histoire écrite par Frank Robbins, Dick Grayson (Robin) retourne à l'université, faisant, à nouveau, de Batman un héros solitaire. Les histoires de Batman deviennent plus sombres, plus violentes, avec le retour d’un Joker meurtrier et l’arrivée de Ra's al Ghul. Elles sont à mettre en résonance avec le contexte politique de l'époque : hausse de la criminalité dans les grandes villes et « guerre contre la drogue » initiée par le président Richard Nixon. Le ton général donné par O'Neil influence les histoires de Batman des années 1970 et 1980 ; les histoires de Detective Comics de Steve Englehart et Marshall Rogers sont considérées par de nombreuses personnes comme étant le point culminant de cette période.

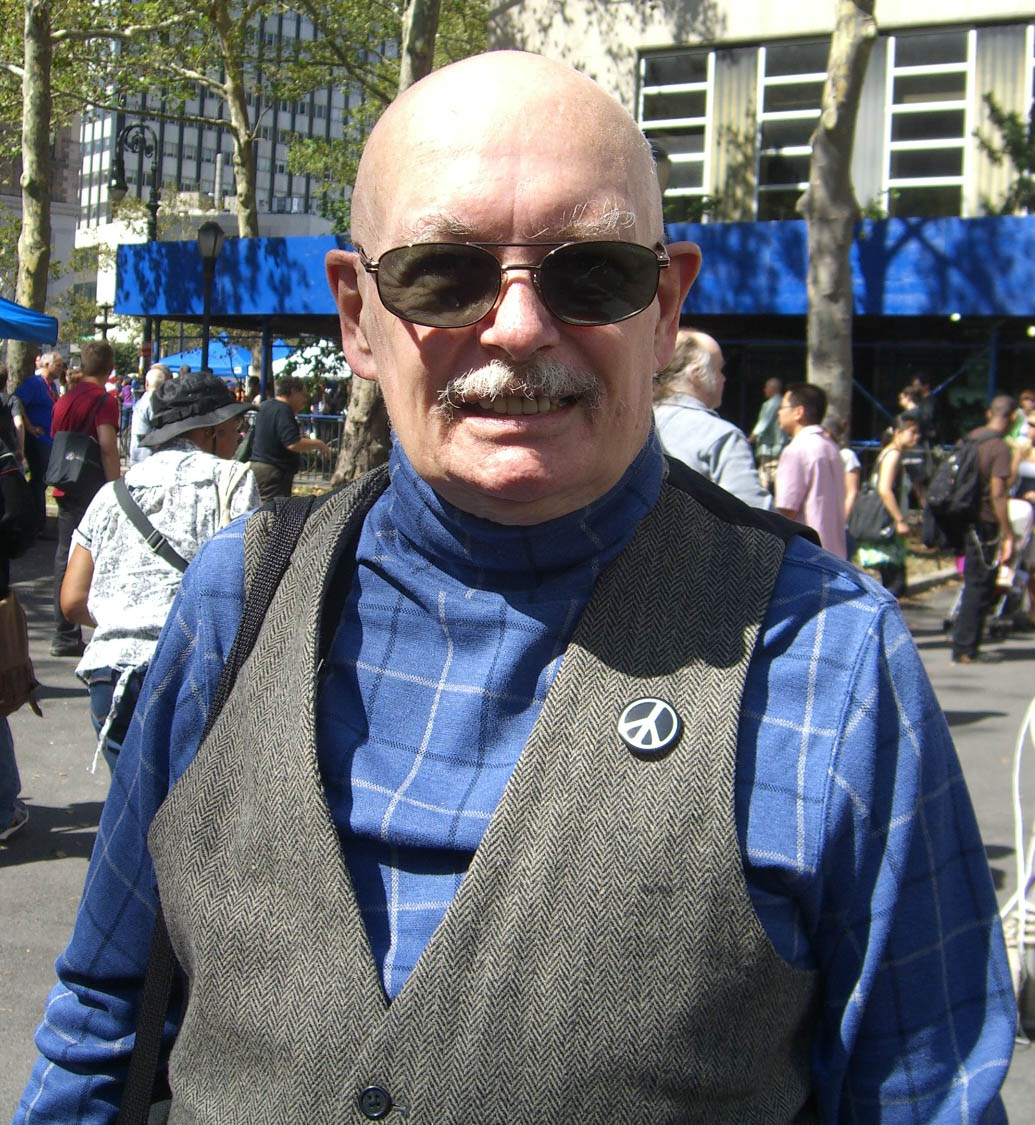
Dennis O'Neil en 2009.
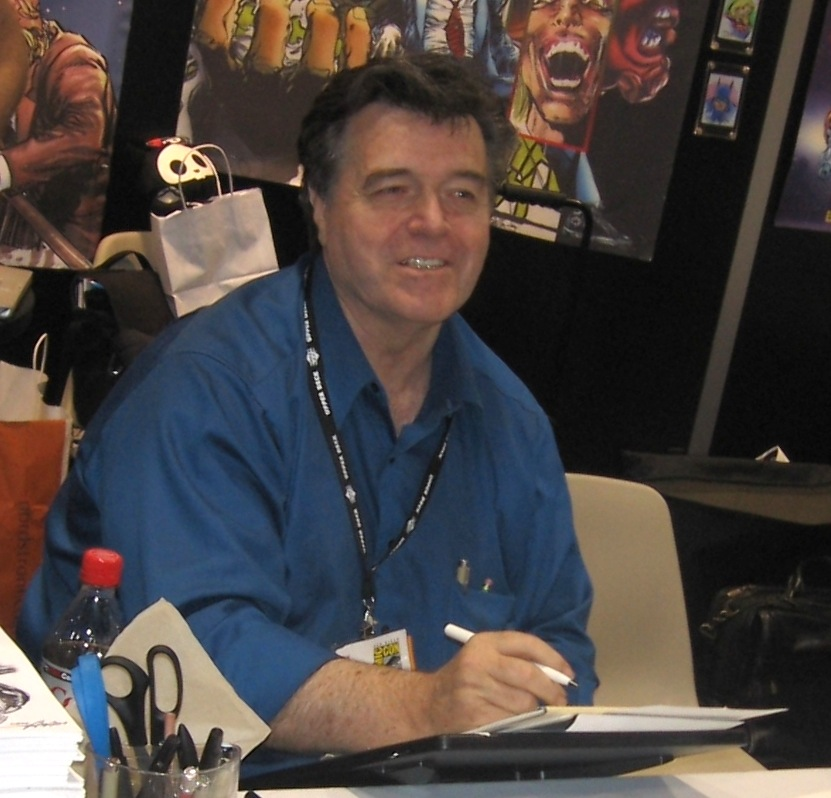
Neal Adams en 2007.
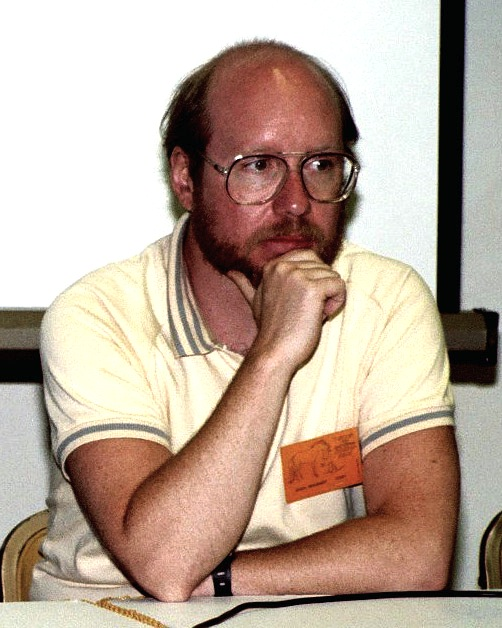
Steve Englehart en 1982.
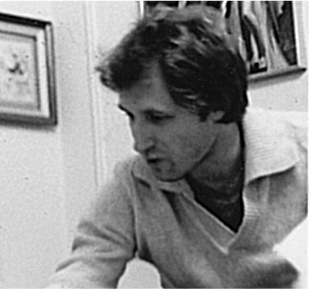
Marshall Rogers en 1979.

Batman recommence aussi à travailler en solo dans les années 1970 et 1980 et fait occasionnellement équipe avec Robin ou Batgirl. Alors que la relation entre Batman et Robin s'affaiblit, ce dernier quitte définitivement Batman et devient Nightwing,.
Dans les années 1970 et 1980, le comic book the Brave and the Bold est relié aux titres Batman, puisque dans chaque numéro ce dernier est associé à un héros DC différent. Batman fait aussi partie de la Ligue de justice mais en 1983, il quitte ce groupe pour former une nouvelle équipe, les Outsiders dont les aventures sont publiées dans le comic book Batman and the Oustsiders scénarisé par Mike W. Barr et dessiné par Jim Aparo. Batman quitte le groupe en 1985 au numéro 32.

### Âge moderne des comics

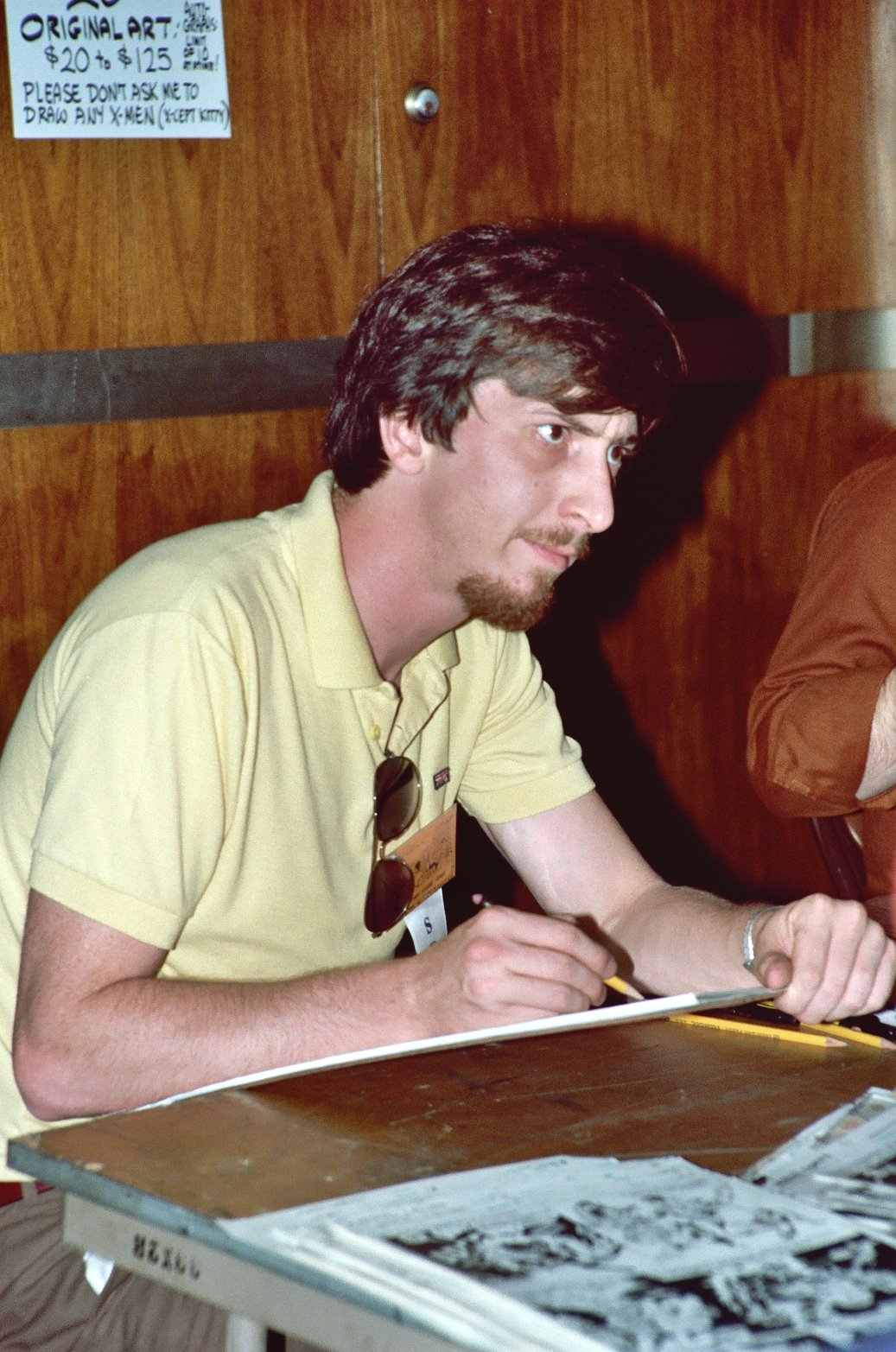
Frank Miller au San Diego Comic Con en 1982.

En 1986 est publiée la maxi-série Crisis on Infinite Earths dans laquelle l'univers DC avec ses différentes dimensions, ses Terres 1, 2, X, S, etc. est entièrement recréé. Tous les évènements racontés dans les comics précédant ce cataclysme sont censés ne pas s'être produits et chaque héros commence, au sens propre, une nouvelle vie. Ainsi, DC réécrit l'histoire de son univers et adapte les origines de ses personnages. Dennis O'Neil, devenu rédacteur en chef de tous les titres Batman, s'occupe alors de l'image du héros après ces évènements. O'Neil a affirmé qu'on lui a donné la charge de relooker le personnage, mais il a plutôt essayé de donner un autre ton à la série, différent de tout ce qui avait été fait avant.

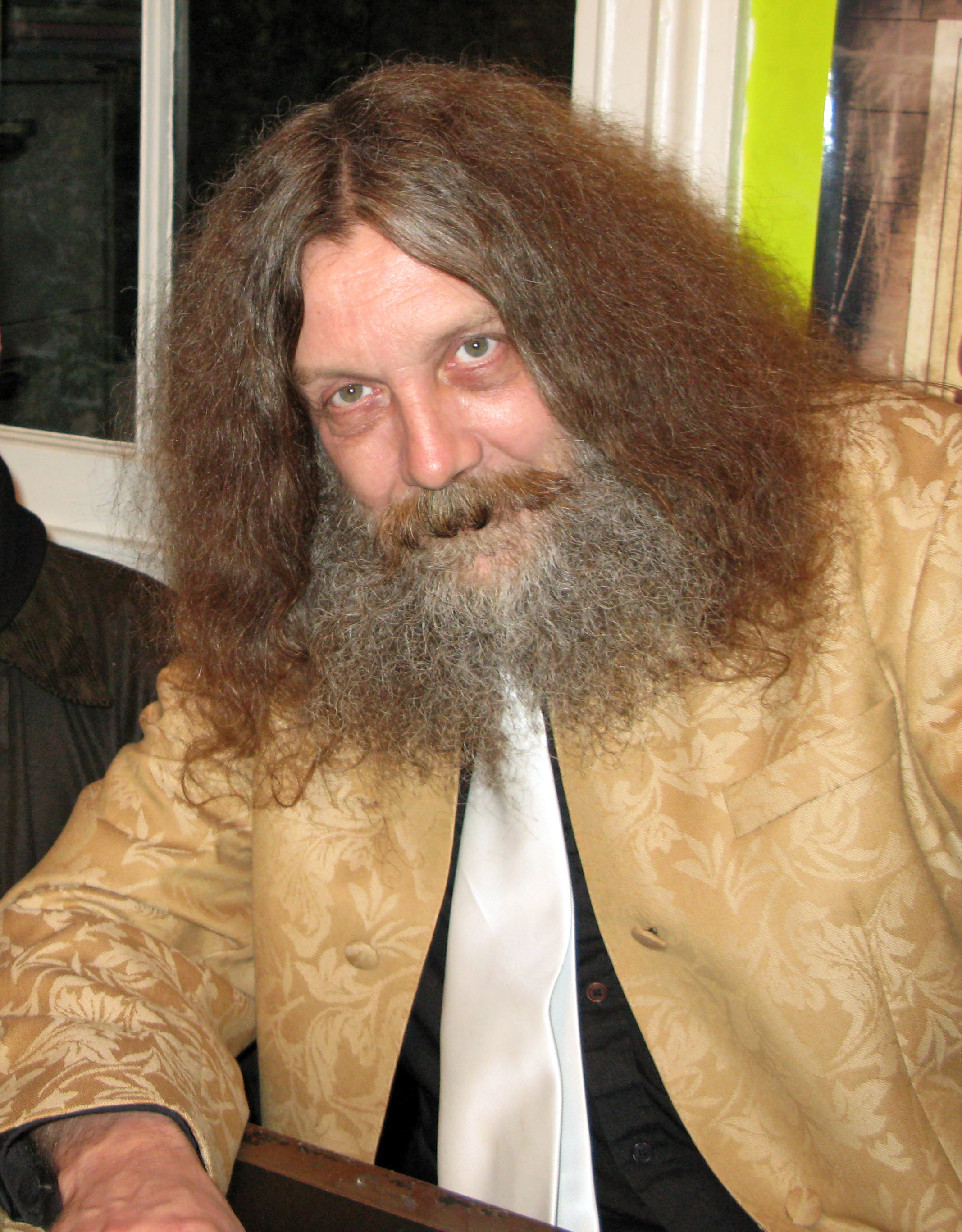
Alan Moore en 2008.

Frank Miller, avec David Mazzucchelli au dessin, redéfinit en 1987 les origines de Batman dans Batman : Année Un publié dans Batman du numéro 404 au 407 et donne au héros une personnalité plus sombre. Auparavant, la série limitée de Frank Miller Batman: Dark Knight (1986) racontant l'histoire d'un Batman à la retraite reprenant du service, fait retrouver au personnage ses racines. Cette mini-série est un succès commercial et depuis lors est devenu une pierre angulaire de l'histoire des comics. La série relance aussi la popularité de Batman Alan Moore et Brian Bolland continuent dans cette direction avec Batman: The Killing Joke de 1988, dans lequel le Joker essaie de pousser à bout le Commissaire Gordon, l'enlève, le torture et rend infirme sa fille Barbara Gordon. Cette histoire et d'autres du même acabit changent l'image des comics en visant un public plus adulte.
Après le départ de Dick Grayson le premier Robin, Batman ne reste pas seul longtemps car un nouveau Robin fait son apparition en la personne de Jason Todd. Cependant, le duo est de courte durée car ce deuxième Robin est assassiné par le Joker en 1988, dans Un deuil dans la famille. À la suite de cette perte, Batman s'endurcit et devient plus radical dans sa lutte contre le crime. Il travaille de nouveau en solitaire jusqu'à l'arrivée de Tim Drake qui devient le troisième Robin dans le récit A Lonely Place of Dying,. D'autres héros se joignent à Batman au cours des ans comme Huntress ou Azrael.
Ce dernier personnage joue un rôle essentiel dans le crossover Knightfall publié en 1993. Batman doit rattraper tous les prisonniers enfermés dans l'asile d'Arkham et libérés par Bane. Lorsque Batman, épuisé, affronte enfin Bane, celui-ci parvient à lui briser la colonne vertébrale et le laisse paralysé. Pour que Batman continue à arpenter les rues de Gotham, Bruce Wayne fait de Azrael son successeur. Toutefois celui-ci ne respecte pas les règles édictées par Bruce Wayne et lorsque ce dernier trouve le moyen de guérir et de revenir, il reprend son identité de Batman. Doug Moench, Chuck Dixon, et Alan Grant sont les scénaristes qui travaillent sur les titres Batman pendant toute la durée de Knightfall, et s'occupent ensuite de tous les crossover du héros pendant les années 1990. En 1994, le crossover Zero Hour provoque encore des changements dans la continuité de l'Univers DC. Entre autres, Joe Chill n'est pas identifié et le meurtrier des parents de Wayne devient un anonyme. Cependant, cette rupture de continuité est annulée en 2006 lors des évènements racontés dans Infinite Crisis.
Entre-temps, Batman a réintégré la Ligue de justice d'Amérique dans le comic book JLA scénarisé par Grant Morrison. Dans cette version de l'équipe, jugée par beaucoup comme l'une des meilleures, Batman, bien qu'il soit encadré de personnages ayant des super-pouvoirs, est montré comme un élément qui ne dépare pas dans le groupe et qui individuellement parvient à vaincre des ennemis apparemment plus forts que lui. Dans les comics de Batman est éditée l'histoire Cataclysm qui sert d'introduction à No Man's Land publié en 1999. Cette aventure sur un an a un impact sur tous les titres Batman en dépeignant un Gotham ravagé par un séisme. Une fois cette histoire finie, Dennis O'Neil cède sa place à Bob Schreck.
En 2003, Jeph Loeb, déjà scénariste d'aventures de Batman avec les maxi-séries Batman : Un long Halloween et Amère Victoire, et le dessinateur Jim Lee entament une histoire sur 12 numéros intitulée Silence. Batman, toujours tourmenté par la perte de Jason Todd, est confronté à un nouvel ennemi qui va remuer le couteau dans la plaie : Silence. Ce dernier essaie de tromper Batman en lui faisant croire que Jason Todd est revenu à la vie. La fin de l'histoire après avoir révélé l'identité de Silence et laissé celui-ci pour mort, s'achève sans que le mystère de la réapparition de Jason Todd soit résolu.
Alors que Crisis on Infinite Earths devait créer un univers cohérent, le résultat vingt ans plus tard est un monde sombre dans lequel des problèmes de continuité apparaissent. Pour résoudre ceux-ci et remettre au goût du jour un monde héroïque, DC Comics dans les années 2000 propose trois arcs narratifs. Batman joue un rôle important dans ceux-ci et principalement dans Identity Crisis, Infinite Crisis et Final Crisis. À la fin de ce dernier, Batman semble être tué par Darkseid. Dick Grayson prend l'identité du héros mort et Damian, le fils de Bruce Wayne et Talia Al'Ghul, est le nouveau Robin. Néanmoins cette mort ne dure pas et en 2010, on assiste au retour de Bruce Wayne dans la mini série en 6 volumes The Return of Bruce Wayne signée Grant Morrison.
À la suite de cette histoire Batman est de retour dans le présent et arbore un nouveau costume. Il laisse Dick Grayson continuer son activité de justicier sous le nom de Batman avec son fils Damian Wayne comme nouveau Robin, trouvant qu'ils font de l'excellent travail à Gotham City. Il décide de parcourir le globe pour former un groupe (une « corporation ») de héros ayant une similarité avec lui, s'étant résolu à une vérité : le monde entier a besoin d'un Batman. En France, il recrute Bilal Asselah, alias Nightrunner.

#### La renaissance DC
En septembre 2011, DC Comics relance toutes ses séries avec un nouveau numéro 1. Cette recréation, semblable à celle de Crisis on Infinite Earths est nommée New 52 traduit en français par la renaissance DC. Cela fait suite aux évènements racontés dans la mini-série Flashpoint dans laquelle le héros Flash est précipité dans un univers alternatif créé par son ennemi Eobard Thawne alias Professeur Zoom. À la fin de la mini-série, Flash parvient à retourner dans le passé et modifie de ce fait la réalité DC. Le monde de Batman comme celui de tous les autres héros est transformé et certains épisodes sont annulés. Ainsi, Bruce Wayne est l'unique Batman, Dick Grayson est Nightwing et n'a jamais porté le costume du chevalier noir, Damian Wayne reste le nouveau Robin jusqu'à sa mort dans le huitième épisode du second volume de Batman Incorporated en 2013 et Tim Drake est toujours Red Robin. Barbara Gordon est remise de sa paralysie et retrouve son identité de Batgirl ce qui signifie que les autres jeunes femmes présentées comme ayant porté le costume disparaissent de la continuité. Jason Todd a ressuscité et pris l'identité de Red Hood mais son passé est réécrit. Enfin Kate Kane reste Batwoman.
Outre la mort de Damian Wayne, un nombre considérable d'événements majeurs survient à cette période. D'abord, dans l'arc La Cour des hiboux, Batman affronte une organisation secrète de gens riches et puissants qui prétend contrôler Gotham dans l'ombre depuis sa création. S'ensuit Le deuil de la famille qui présente le retour du Joker disparu au tout début du New 52. L'aventure suivante, intitulée Zero Year, se déroule six ans dans le passé, au moment où Bruce commence sa carrière de justicier. Il y affronte le Sphinx dans un Gotham post-apocalyptique.
En avril 2014, une nouvelle série hebdomadaire du nom de Batman Eternal est lancée. L'élément déclencheur est l'arrestation de Jim Gordon après un accident de train dont il serait coupable mais la série est présentée comme devant être riche en rebondissements.

## Description

### Personnalités
Habituellement, la relation entre le personnage principal et son identité de héros costumé est sans ambigüité. Le héros porte un masque qui sert seulement à cacher à ses ennemis et à la foule sa véritable personnalité afin de protéger sa vie privée et celle de ses proches. Toutefois, le cas de Batman est plus complexe. Les auteurs ont tendance à voir en Batman la réelle identité ; Bruce Wayne dans ses apparitions publiques ne serait qu'un masque, une façade. L'identité Bruce Wayne serait morte lors de l'assassinat de Martha et Thomas Wayne devant les yeux de leur fils et, à la place, l'enfant se serait forgé un autre moi incarné, l'âge adulte, en Batman. Toutefois, depuis Infinite Crisis et le film Batman Begins, les auteurs décrivent un Bruce Wayne dont la personnalité se situe entre l'image du play-boy et l'identité de Batman.

#### Bruce Wayne
Bruce Wayne est le plus souvent dépeint comme un homme sain d'esprit, intelligent et d'une moralité sans faille. Il est milliardaire et possède des entreprises rassemblées sous le nom générique de Wayne Enterprises. Après la mort de ses parents, il cherche à développer ses facultés afin de combattre le crime. Lorsqu'il revient à Gotham et devient Batman, il trouve là sa véritable identité et Bruce Wayne devient alors une image, celle d'un play-boy milliardaire dirigeant son entreprise et ayant une vie sociale semblable à celle des membres de sa classe sociale, bien qu'elle soit plus limitée à cause de ses nuits passées sous le masque de Batman.
Wayne est aussi réputé pour sa participation à des œuvres de charité et une attitude favorable au développement d'une économie écologique. Il a d'ailleurs créé la Fondation Wayne qui est une association d'aide aux victimes. Son souci d'améliorer la vie de ses concitoyens l'a même amené à être maire de Gotham et plus tard sénateur.

#### Batman
Pour combattre les criminels, Bruce Wayne crée une nouvelle identité. Ainsi naît le Bat-Man qui, la nuit, chasse les malfaiteurs et les saisit d'effroi. Constamment sur le qui-vive, il exerce un contrôle total sur ses sentiments et est prêt à tout pour atteindre son but. Batman mesure environ 1,90 mètre et pèse 95 kilos.
Certains des ennemis de Batman ont réussi à découvrir sa véritable identité, comme le docteur Hugo Strange, Bane, etc. Le Joker semble également la connaître mais ne paraît pas s'en soucier, considérant que Batman est sa véritable identité.

##### Costume
Batman possède un costume qui doit inspirer la peur dans les bas-fonds de Gotham. Les détails de ce costume changent avec le temps, mais certains éléments sont restés invariables : la cape aux extrémités pointues, le masque aux oreilles pointues qui couvre la majorité du visage, la ceinture multifonctions et le symbole de la chauve-souris sur la poitrine. C'est ce dernier qui a subi le plus de changements. En 1964 une ellipse jaune fut brièvement ajoutée. Les couleurs sont passées du bleu nuit à gris clair, puis noir et enfin gris foncé. La longueur de la cape ou des oreilles dépend beaucoup des dessinateurs. Les yeux, parfois visibles, sont, le plus souvent, masqués derrière des fentes blanches.

##### Capacités
Sa force réside dans ses capacités de détective, son intelligence, ses capacités physiques et l'accès à une technologie de pointe. Son entraînement, ses ressources, sa rigueur compensent ainsi largement l'absence d'un pouvoir spécifique. C'est un maître dans de nombreuses disciplines martiales (tout spécialement à mains nues) qui selon les époques ont varié. Dans les premiers temps, Batman pratique le judo et le jiujitsu puis le karaté et le kung-fu qu'il utilise des années 1950 aux années 1970. Depuis les années 1980, sa technique de combat est un mélange de différents arts martiaux et ses capacités physiques sont dignes d'un niveau olympique.

#### Matches Malone
Matches Malone était un gangster et un pyromane du New Jersey. Après sa mort, Batman adopta son identité afin d'infiltrer les organisations criminelles pour y glaner de précieux renseignements, impossibles à récolter autrement. Ce déguisement ne ressemble en rien à Bruce Wayne puisqu'il transforme sa voix, a une moustache, porte des lunettes, se vêt d'un imperméable rouge et affiche constamment une allumette aux lèvres (d'où le surnom Matches) pour ressembler à ce qu'était le vrai bandit.

### Équipement
Dépourvu de super-pouvoir pour combattre le crime, Batman compte uniquement sur sa condition physique et sur ses gadgets. Son costume, conçu pour terrifier les criminels, est en kevlar ce qui le protège des balles, des armes blanches alors que sa cape en nomex le protège du feu. Sa ceinture, montrée pour la première fois en 1939, comprend plusieurs poches dans lesquelles il range des armes offensives et défensives : les batarangs qui sont des boomerangs ayant la forme stylisée d'une chauve-souris, des capsules de gaz neutralisant et un taser. Les batarangs peuvent être lancés à la main ou avec un pistolet spécial. Certains batarangs ont une fonction particulière (batarangs magnétiques, munis d'une caméra, lumineux, explosifs, etc). Une trousse à pharmacie est aussi glissée dans sa ceinture. Batman utilise des costumes différents adaptés aux particularités des missions : plongée en haute mer, déplacement dans l'espace, etc.
Après avoir utilisé des véhicules banalisés, Batman construit la Batmobile à partir de 1941. Le véhicule est blindé et l'avant conçu sous la forme stylisée d'une tête de chauve-souris, peut servir de bélier. Le modèle varie selon les décennies. Dans les années 1950, c'est un roadster puis une berline, une voiture de sport dans les années 1960, un coupé sport pour la décennie 1970, un dragster dans les années 1980 suivi d'un véhicule futuriste. Ce véhicule, hors-norme, est équipé de nombreux gadgets et comprend un mini laboratoire de criminologie. La batmobile est le plus connu des engins de Batman mais ce n'est pas le seul. Selon ses besoins, Batman utilise un batcycle, un batplane, un batcopter, un batboat, un batsub et bien d'autres encore.

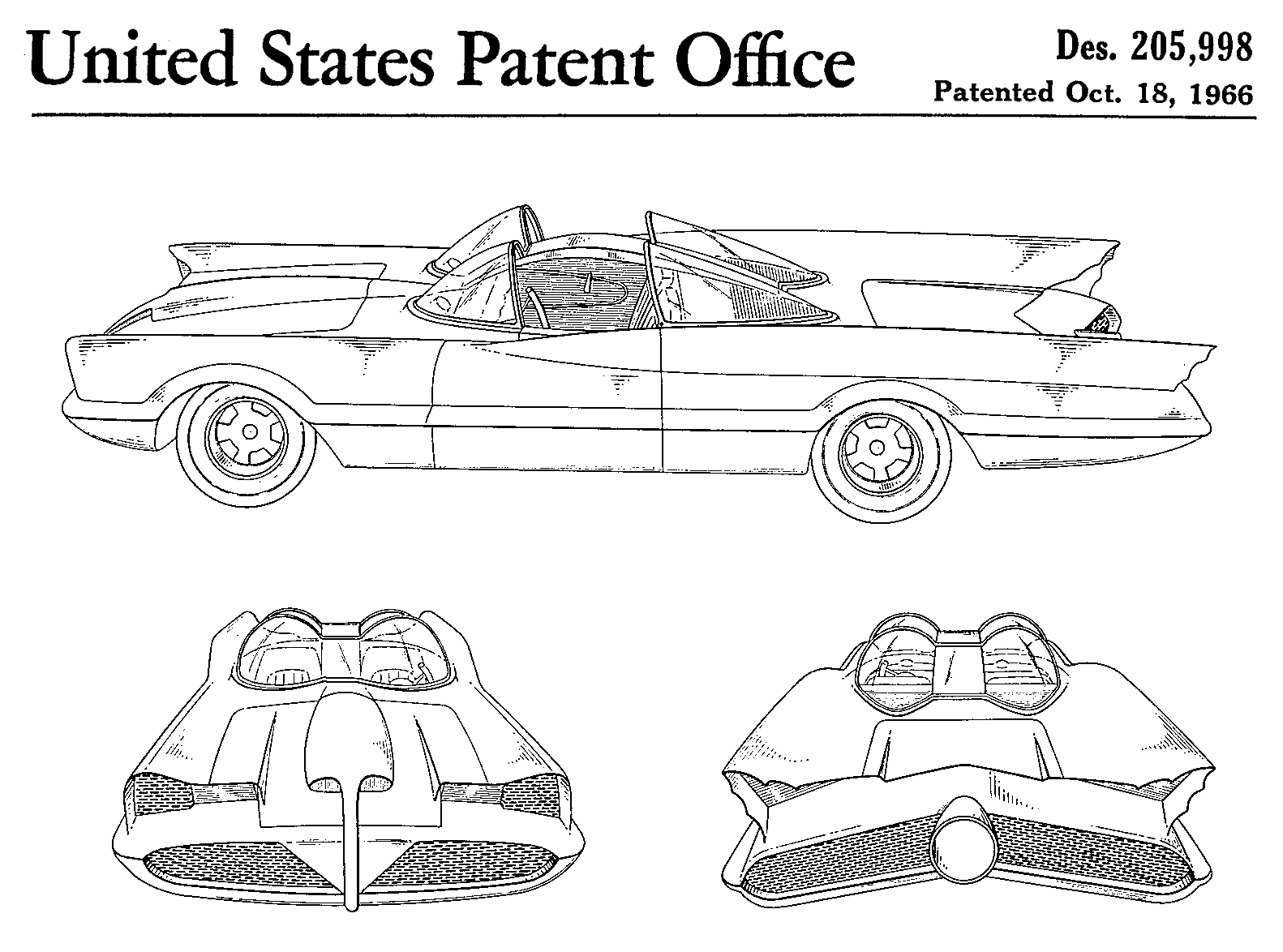
La Batmobile de la série TV.
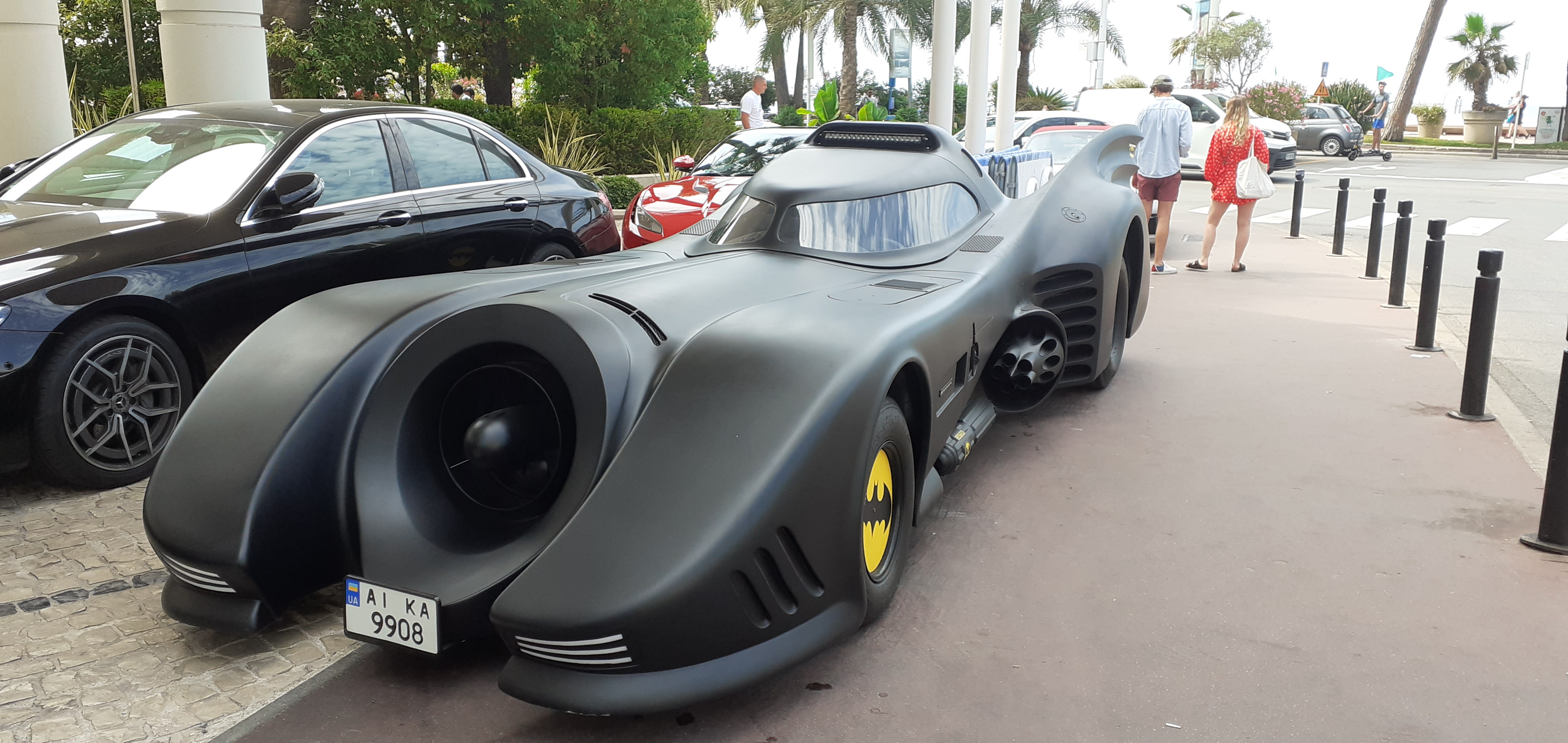
Vue sur l'avant de la Batmobile du film de Tim Burton (1989).
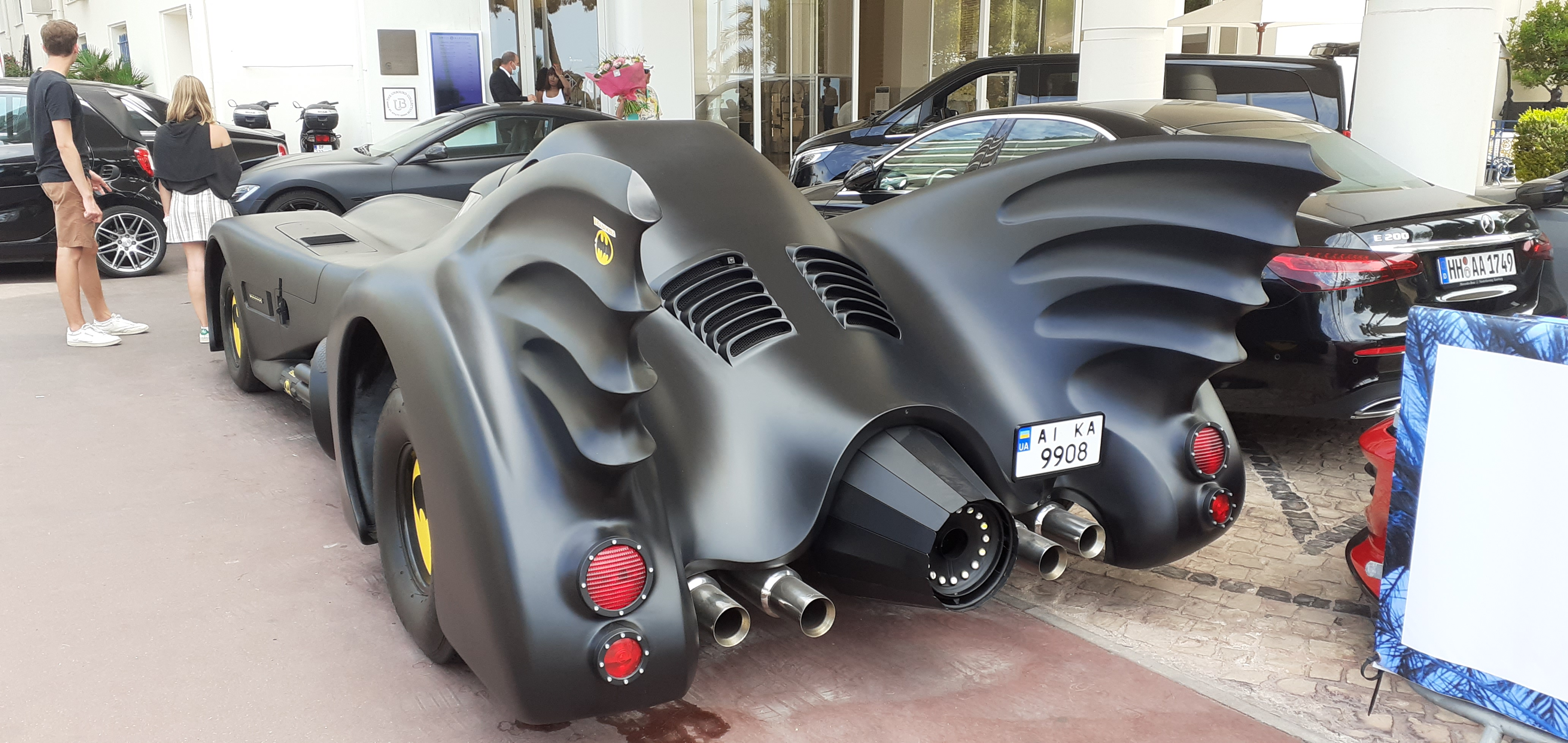
Vue sur l'arrière de la Batmobile.
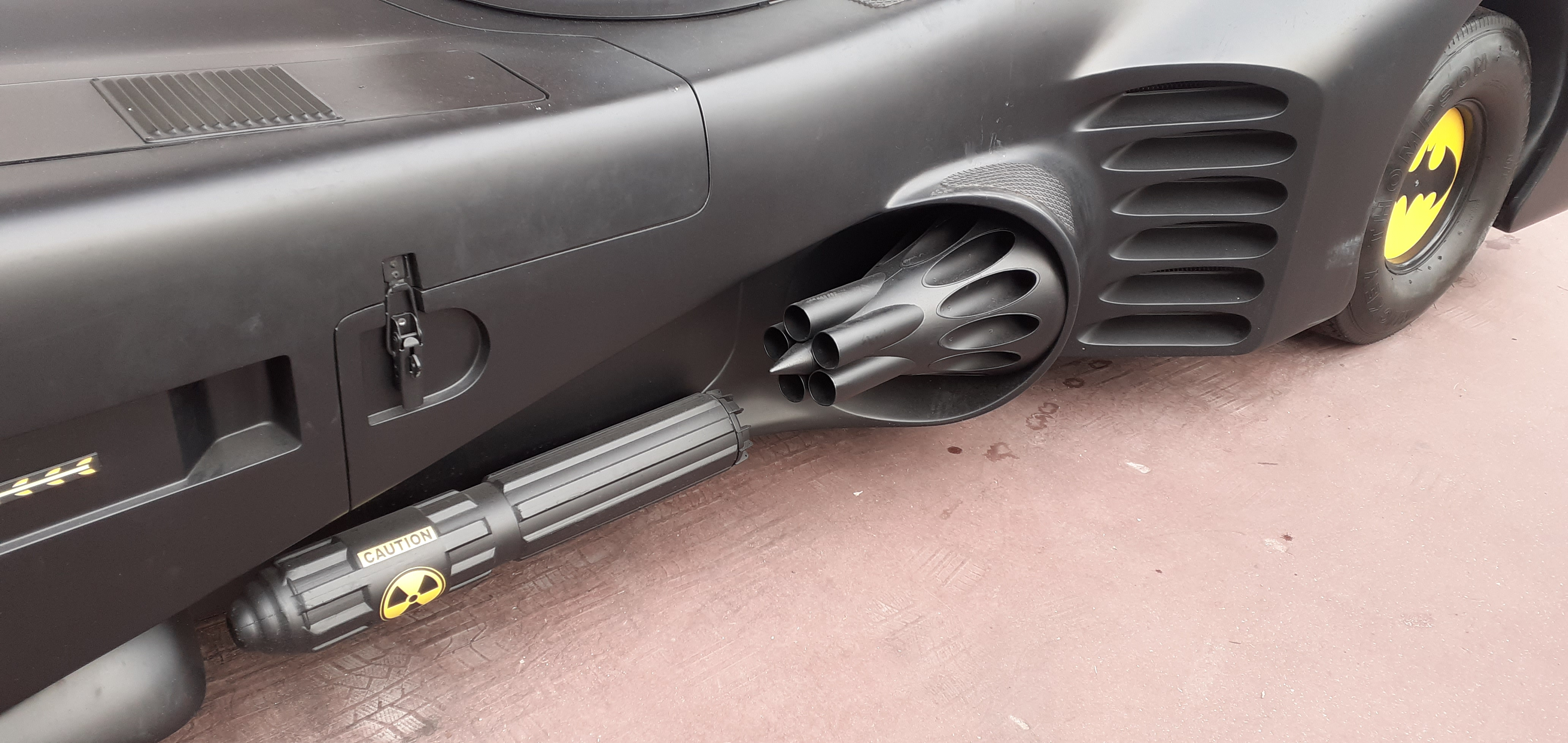
Vue sur le bas de caisse de la Batmobile et son armement.

Le Bat-Signal est utilisé par la police de Gotham pour requérir l'aide de Batman. C'est un puissant projecteur qui dessine l'insigne de Batman dans le ciel nocturne. Bob Kane a reconnu que son inspiration pour le Bat-Signal provient du film The Bat Whispers (1930) qui dépeignait un bandit dont le masque en forme de tête de chauve-souris produisait d'imposantes ombres de chauve-souris et qui signalait ses présumées prochaines victimes avec un signal de chauve-souris projeté sur les murs. Ce signal visible de tous les endroits de la ville est utilisé pour la première fois dans l'histoire Case of the Costume-Clad Killers publiée dans le numéro 60 de Detective Comics en février 1942.

## Univers

### Lieux

#### Gotham City
Les premières aventures de Batman sont situées à New York. Toutefois, Bill Finger veut éviter toute confusion, dans l'esprit des lecteurs, entre cette ville de fiction et la réalité. En janvier 1941, dans Batman no 4, New York est donc remplacée par une ville fictive appelée Gotham. Cependant, le lien originel persiste. En effet Gotham est un surnom donné à la ville de New York par l'auteur Washington Irving. Celui-ci se moquait de la ville américaine en la reliant à la ville anglaise de Gotham qui, depuis des siècles, est renommée pour être habitée par des fous.
Inspirée par des villes comme Chicago ou New York, Gotham City est située sur la côte nord-est des États-Unis dans le New Jersey. Selon certains auteurs, elle représente le New York des années 1970 gangrenée par la corruption. D'autres, l'imaginent comme le New York des années 2000 : propre et accueillante mais avec une part sombre dissimulée. Elle concentre les aspects les plus noirs des villes américaines dangereuses et corrompues. Le bien et le mal ne se reconnaissent pas immédiatement : ceux qui devraient défendre les citoyens, des policiers au maire sont susceptibles d'être des agents du mal. Contrairement à Metropolis où les malfaiteurs viennent le plus souvent de l'extérieur, Gotham produit les criminels qui tentent de la rançonner. Gotham est par excellence une ville moderne, rationnelle et de ce fait ne peut produire que des êtres en souffrance. Il a parfois été écrit que Gotham City était « New York at night », en référence au fort taux de criminalité de la ville américaine. Crime Alley est un secteur de Gotham qui est particulièrement important pour Batman car ses parents y sont morts. Il y revient chaque année en pèlerinage pour déposer des fleurs sur le lieu exact où ils sont décédés.

#### Batcave
La Batcave est montrée, pour la première fois, dans le serial Batman sorti en 1943. C'est une base secrète aménagée dans un entrelacs de souterrains situés sous le manoir Wayne. Dans le passé elle avait servi de refuge aux esclaves en fuite vers les états du Nord. Alors qu'il est encore enfant, Bruce Wayne tombe dans cette grotte avant d'être sauvé par son père. Lorsqu'il décide de devenir Batman, il agrandit considérablement ce souterrain pour y conserver ses outils et ses véhicules qu'il utilise dans sa lutte contre le crime,, mais la salle contient aussi :
- un ensemble d'ordinateurs ;
- un atelier de mécanique ;
- un laboratoire de criminologie/criminalistique et balistique ;
- une zone pour les exercices physiques ;
- une salle des trophées où sont conservés des objets ayant appartenu à des criminels vaincus ;
- une salle de tir.
- une salle de test pour la Batmobile

Un passage secret permet d'y accéder à partir du manoir. Il existe des issues extérieures destinées au passage des véhicules de Batman (batmobile, batplane, batboat).

#### L'asile d'Arkham
L'asile d'Arkham est un institut particulier où des malades mentaux et certains des ennemis de Batman reconnus comme aliénés sont soignés. Le nom des lieux est directement inspiré de celui de la ville fictive d'Arkham imaginée par H. P. Lovecraft. Il est mentionné pour la première fois en 1974 dans Batman no 258 scénarisé par Denny O'Neil. Ce bâtiment est très ancien, tout en pierre et il est la propriété de la famille Arkham depuis le début du XXe siècle.
Après le suicide de sa mère, devenue folle, Amadeus Arkham transforma la maison familiale en hôpital psychiatrique nommé Elizabeth Arkham Asylum for the Criminally Insane,. Devenu fou lui-même, le propriétaire y finit ses jours, mais l'hôpital fut conservé par la suite. Le Joker, Double-Face ou encore Poison Ivy se retrouvent régulièrement entre les murs du bâtiment car déclarés aliénés. Les criminels reconnus responsables de leurs actes comme le Pingouin sont envoyés à la prison de Blackgate. Cependant, certains malfaiteurs qui ne peuvent être détenus dans une prison classique, comme M. Freeze, sont aussi enfermés à Arkham car des équipements spéciaux de détention y sont présents. Tous ces détenus s'échappent assez régulièrement ou bien parviennent à se rendre maîtres de l'hôpital par une mutinerie ou des prises d'otages.
Les malades d'Arkham sont soignés par des psychiatres avec des méthodes vraiment violentes proches de la torture par électricité. Le taux de guérison semble cependant très faible. En dehors des malades, l'asile est aussi occupé par les équipes soignantes dont beaucoup souffrent de troubles psychiques. C'est le cas d'Amadeus Arkham, de son neveu Jeremiah, devenu le second Black Mask, ou d'Harleen Quinzel, psychanalyste et psychothérapeute, qui va tomber sous l'emprise du Joker et va devenir la criminelle Harley Quinn.

### Alliés
Malgré sa réputation de héros solitaire, Batman collabore avec de nombreux personnages, parmi tous ses alliés on y compte Nightwing(Dick Grayson), Red Hood(Jason Todd, Red Robin(Tim Dake), Robin (Damian Wayne), Alfred Pennyworth, James Gordon, Batgirl (Barbara Gordon), Lucius Fox, Batwoman(Kathy Kane), Catwoman(Selina Kyle), Talia al Ghul, Batwing (Luke Fox), Azrael et la Justice League.

#### Robin

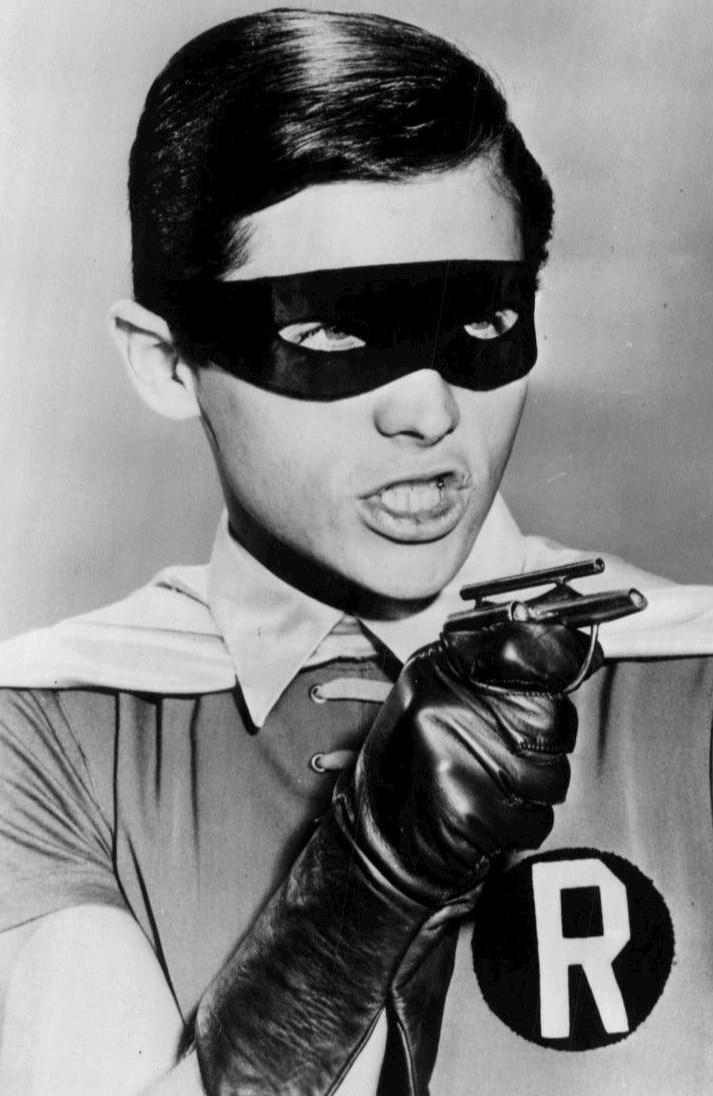
Robin interprété par Burt Ward dans la série télévisée de 1966.

Le personnage de Robin apparaît dans le numéro 38 de Detective Comics (date de couverture : avril 1940). Il devient si populaire que les ventes du comic book doublent presque. Bruce Wayne recueille le jeune Dick Grayson, devenu orphelin après l'assassinat de ses parents, et, sous l'identité de Batman, décide de l'entraîner pour en faire son assistant. À partir de 1947, Robin est aussi le héros d'histoires sans Batman dans le comic book Star Spangled. En 1964, dans le cinquante-quatrième numéro du comics The Brave and the Bold, Robin s'allie avec Kid Flash et Aqualad contre le super-vilain M. Twister. Ainsi se crée l'équipe des Teen Titans qui en 1966 bénéficie de son propre comics. En décembre 1969, dans Batman 217, Dick Grayson part pour l'université de l'Hudson et apparaît dès lors beaucoup moins dans les comics de Batman. En 1980, Marv Wolfman et George Perez recréent les Teens Titans sous le titre The New Teen Titans et Dick Grayson devient le chef du groupe. Plus tard, Batman ayant choisi un nouveau Robin, Dick Grayson abandonne son costume et prend une nouvelle identité, Nightwing.
Jason Todd est le deuxième adolescent à revêtir l'identité de Robin. Après la mort de ses parents, deux artistes de cirque, il est recueilli par Bruce Wayne et, dans le numéro 526 de Detective Comics (date de couverture : mai 1983), il reçoit le costume de Robin. Dick Grayson est encore formellement le titulaire du nom et durant quelques mois deux Robin coexistent. Le passage de relais a lieu dans Batman 368 (février 1984). Cette nouvelle incarnation ne rencontre pas l'adhésion des lecteurs et en 1988 Denny O'Neil, alors responsable éditorial des comic books de Batman, propose de faire voter les lecteurs pour qu'ils décident de la survie ou de la mort de Jason. Le vote a lieu par téléphone au mois de septembre. La mort est choisie avec une faible majorité de 28 voix. Celle-ci est racontée dans l'histoire A Death in the Family (Batman 426 à 429). Robin est capturé, torturé par le Joker et meurt dans l'explosion du repaire de l'assassin. En 2005-2006, Jason Todd est ressuscité mais il porte désormais le masque de Red Hood, un justicier qui, contrairement à Batman, n'hésite pas à tuer ses adversaires.
Tim Drake, le troisième Robin, fait sa première apparition en 1989 dans l'histoire en cinq épisodes, A Lonely Place of Dying, parue dans Batman 440 à 442 et The New Teen Titans 60-61. Tim a déduit que Bruce Wayne et Dick Grayson étaient Batman et Robin et que Jason Todd avait ensuite remplacé Dick. Lorsqu'il rencontre les deux héros et qu'il leur annonce qu'il connaît leur double identité, Batman décide de recueillir Tim et en décembre 1990, dans Batman 457, Tim Drake devient le troisième Robin.
En 1987 Mike W. Barr écrit le scénario d'un roman graphique intitulé Batman : Le Fils du démon dessiné par Jerry Bingham. Dans cette histoire, Batman et la fille de Ra's Al Ghul, Talia, ont une relation amoureuse et Talia tombe enceinte. Elle fait croire à Bruce Wayne que l'enfant est mort-né alors qu'elle le fait adopter. L'idée que Batman puisse être père est jugée inacceptable par Denny O'Neil, le responsable éditorial des titres liés à Batman, aussi décide-t-il que cette histoire est en dehors de la continuité. Cependant, en 2006, Grant Morrison introduit dans le monde de Batman son fils Damian qu'il a eu avec Talia. La fin du roman graphique est oubliée et dans ce nouvel ordre du récit, Talia a gardé son fils, a modifié son corps dans un laboratoire et chargé la Ligue des Assassins de l'éduquer. Quand Damian est âgé d'une dizaine d'années, Talia le confie à Batman pour qu'il veille sur lui et s'occupe de son éducation. Elle espère ainsi que Batman sera suffisamment occupé pour ne pas contrarier ses plans. Lorsque Batman semble être mort, Damian prend l'identité de Robin et Dick Grayson, celle de Batman. Le retour de Bruce Wayne ne change pas la situation, puisque celui-ci part pour créer l'équivalent d'un nouveau Batman dans de nombreux pays et lorsque Dick Grayson reprend le costume de Nightwing, Damian reste Robin. Le numéro 8 du second volume de Batman Incorporated marque la fin de cette équipe puisque Damian y trouve la mort. Il sera cependant ressuscité par Batman lors d'un conflit contre Darkseid, lui rendant alors sa place auprès de son père.

#### Alfred Pennyworth

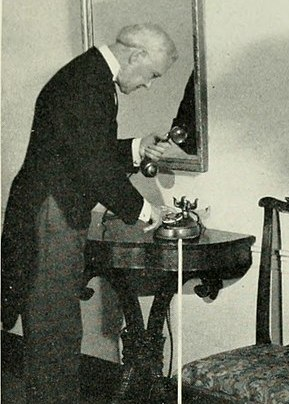
Un majordome durant les années 1920.

Alfred Pennyworth est le fidèle serviteur de Bruce Wayne, un confident et une figure paternelle. Il apparaît pour la première fois dans Batman no 16 d'avril/mai 1943 dans une histoire intitulée Here comes Alfred. Alfred Pennyworth est un majordome qui a été encouragé par son père — qui avait la même fonction pour le père de Bruce Wayne — à tenir ce rôle pour Bruce. Dès la première nuit, Alfred découvre la double identité de Bruce Wayne et de Dick Grayson. Il est donc engagé définitivement. D'abord corpulent et sans moustache son apparence est rapidement modifiée. Pour qu'il devienne fin et moustachu comme l'acteur William Austin qui joue son rôle dans le serial Batman, le scénariste du comic book Detective Comics no 83 publié en janvier 1944, le montre suivant un régime et se laissant pousser la moustache.
En 1957, son histoire est réécrite et il n'est plus question de l'arrivée impromptue, de la découverte accidentelle ou d'une apparence différente. Alfred est le majordome de Bruce Wayne depuis plusieurs mois lorsque Robin l'appelle pour soigner Batman. La révélation des identités secrètes arrive dès lors naturellement. En juin 1964 dans Detective Comics no 328, Alfred meurt en essayant de sauver Batman et Robin. Il est remplacé par Tante Harriet, la tante de Dick Grayson. Cette disparition tendait à limiter la perception d'une homosexualité de Batman. Cependant Alfred revient en octobre 1966 dans Detective Comics no 356 et le personnage de tante Harriet est abandonné définitivement en 1968 dès que la série télévisée, dans laquelle elle jouait un rôle, cesse d'être diffusée.
Appelé initialement Alfred Beagle, il est rapidement renommé Alfred Pennyworth. C'est un excellent majordome responsable de tout le manoir Wayne et de la Batcave, doté de connaissances poussées en médecine qui lui ont permis souvent de soigner Batman.
Ses relations avec Batman furent cependant changées avec le temps, Alfred étant maintenant le majordome des Wayne depuis la naissance de Bruce, devenant alors son tuteur après la mort de ses parents et l'aidant à devenir Batman.

#### Lucius Fox
Lucius Fox apparaît pour la première fois dans Batman 307 en janvier 1979 dans une histoire écrite par Len Wein et dessinée par John Calnan. Il est alors responsable de la fondation Wayne mais par la suite il devient le directeur général de la société Wayne Enterprises. Il est parfois sous-entendu qu'il connaît la double identité de Bruce Wayne mais ce dernier ne lui a jamais confié ce secret. Lucius Fox est aussi présent dans des dessins animés mettant en scène Batman ainsi que dans la trilogie Batman de Christopher Nolan, interprété par l'acteur Morgan Freeman. Dans ce dernier, il reste un ami de Bruce Wayne mais son histoire diffère de celle qui se trouve dans les comics et il n'est pas seulement un génie de la finance capable de diriger les sociétés de Wayne, il est aussi un scientifique capable d'inventer des objets innovants.

#### Le commissaire James Gordon

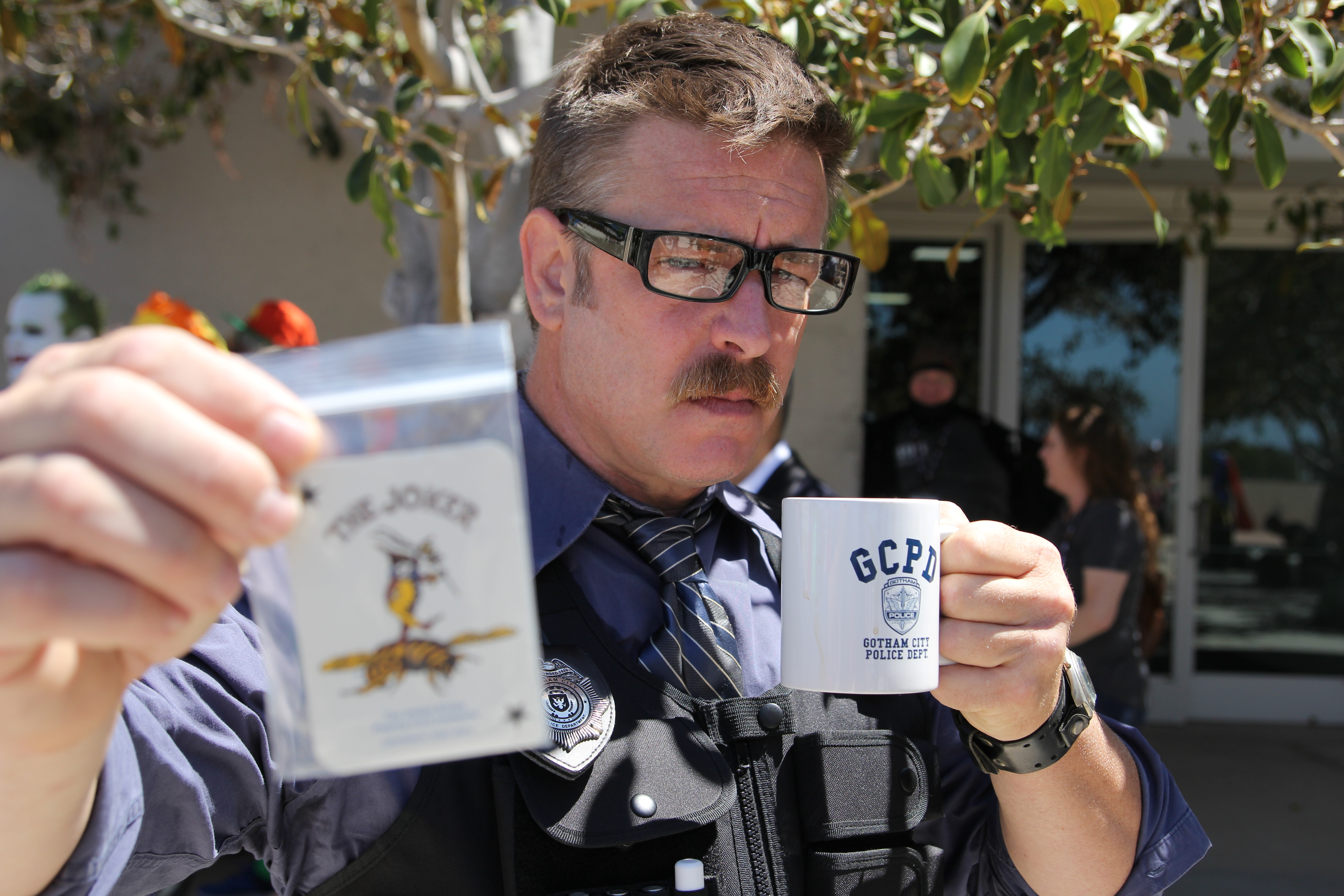
Cosplay de James Gordon.

Le commissaire James Gordon, créé par Bill Finger apparaît dès la première aventure de Batman. Dans les premières histoires, il considère Batman comme un criminel ou du moins un hors-la-loi. Il change d'avis dans le septième numéro de Batman dans l'histoire intitulée The People versus the Batman où il reconnaît l'aide du héros dans le triomphe de la justice et le nomme membre honoraire de la police.
Les deux hommes, malgré tous les changements opérés dans le monde de Batman, restent amis et éprouvent un respect mutuel même si leur vision de la justice est différente. Tout comme Batman, Gordon est incorruptible et sa force morale est inébranlable. Bien que le Joker ait rendu sa fille Barbara paraplégique et qu'il l'ait torturé (dans le roman graphique Batman: The Killing Joke), James Gordon demande à Batman de ne pas tuer le criminel. Plus tard, le joker assassine sa seconde femme, le lieutenant de police Sarah Essen.

#### Batgirl

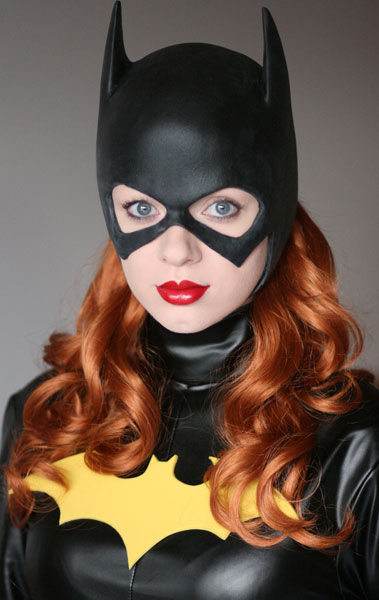
Cosplay de Batgirl.

Plusieurs jeunes femmes ont porté le costume de Batgirl et ont lutté avec Batman. La première, Betty Kane est la nièce de Kathy Kane alias Batwoman. Elle est créée en 1961 et apparaît dans quelques comics en 1961 et 1964.
La fille adoptive du commissaire Gordon, Barbara, a été la seconde Batgirl et reste la plus connue. Après les événements racontés dans Batman: The Killing Joke, elle est obligée d'abandonner cette identité. Barbara Gordon décide d'aider toute la communauté des super-héros grâce à ses talents de pirate informatique, en prenant le pseudonyme d'Oracle. De même qu'elle ne révélait pas le secret de son identité de Batgirl à son père (bien qu'il l'ait deviné), Barbara Gordon lui cache qu'elle est Oracle. Le personnage évolue grâce à une décision de John Ostrander qui, fâché après avoir lu The Killing Joke, décide de l'utiliser dans le comics Suicide Squad qu'il scénarise pour DC Comics. Ceci se révèle une bonne idée car le personnage gagne en sympathie chez les lecteurs. Cela amène la création du comics Birds of Prey dans lequel Oracle dirige une équipe de super-héroïnes.
Le costume est ensuite repris par Helena Bertinelli qui avait pris l'identité de Huntress avant de reprendre celle de Batgirl. Désavouée par Batman, elle reprend son ancienne identité. La dernière titulaire, Cassandra Cain, est une jeune fille élevée par son père, de la ligue des Assassins, pour être la tueuse parfaite. Elle abandonne son père, se réfugie auprès de Batman et devient Batgirl.
Depuis la recréation de l'univers DC lors des événements racontés dans la renaissance DC, Barbara Gordon a repris le costume de Batgirl. En effet, elle a pu être remise sur pied grâce à une opération et une longue convalescence après laquelle Barbara a de nouveau retrouvé l'usage de ses jambes.

#### Ace
Ace le Bat-hound est un chien sauvé de la noyade par Bruce Wayne et Dick Grayson dans le numéro 92 de Batman publié en juin 1955. Emmené dans le manoir Wayne, le chien suit les deux héros jusque dans la batmobile. Ace a sur le front une marque facilement reconnaissable et pour éviter que des personnes l'identifient, Robin confectionne un masque. Ace permet à Batman et Robin d'arrêter les criminels mais Bruce, à la fin de l'épisode, rend Ace à son légitime propriétaire qui a été retrouvé. Toutefois, Ace revient dans Batman 97 en février 1956, puis dans plusieurs autres épisodes, avant de disparaître définitivement en 1963.

#### Relation avec les autres super-héros

##### Les équipes de super-héros
En plus de collaborer avec Robin ou d'autres héros, Batman a fait partie de trois équipes : la Société de justice d'Amérique (souvent abrégée en JSA), la Ligue de justice d'Amérique et les Outsiders.
En 1940, plusieurs super-héros décident de fonder la Société de justice d'Amérique, pour lutter plus efficacement contre les malfrats. Batman en est membre honoraire mais n'apparaît pas dans un premier temps dans leurs aventures. En août 1977, dans le numéro 29 du comic book DC Special, les origines de la Société de justice d'Amérique sont racontées pour la première fois. Batman et Superman apparaissent comme membres fondateurs, sur une idée de Franklin Delano Roosevelt, mais décident ensuite de ne pas être membres actifs du groupe.
En février 1960 dans le comic-book la Ligue de justice d'Amérique plusieurs héros se rassemblent après leur combat contre une entité extra-terrestre et Batman est l'un des membres fondateurs. Après les évènements racontés dans la maxi-série Crisis on Infinite Earths, ce passé est transformé et Batman reste un membre actif sans être un des créateurs du groupe. Les relations avec les autres membres de la ligue ont évolué selon les périodes jusqu'au départ de Batman de l'équipe en 1983. Batman quitte la ligue car il critique l'inaction de ses camarades dans certaines situations (l'élément déclencheur étant le refus de la ligue de justice de libérer un employé de Wayne enterprise retenu en otage par l'état de Markovia). Pour le seconder, Batman recrute Metamorpho, Éclair noir, Halo, Katana et Géo-force qui forment dès lors les Outsiders. Batman quitte cependant le groupe au numéro 32 en 1985. Les Outsiders ont par la suite une vie éditoriale hachée avec des arrêts et des relances du titre jusqu'en novembre 2007. Batman reprend alors son rôle de chef de l'équipe mais son apparente mort laisse de nouveau les Outsiders seuls.

##### Relations entre Batman et Superman

Le logo de Superman.

Des années 1950 à 1986, les deux hommes s'entendent très bien et sont très bons amis. Ils sont membres de la Société de justice d'Amérique puis de la Ligue de justice d'Amérique et luttent souvent côte à côte. Ils partagent un comics intitulé World's Finest Comics et leur amitié est basée sur un respect mutuel. Bien que l'un soit doté de pouvoirs extraordinaires, ils s'estiment égaux. Au combat, leurs valeurs sont identiques et tous deux sont d'une moralité irréprochable. À partir de 1986, sous l'influence de la mini-série Batman: Dark Knight de Frank Miller dans laquelle les deux personnages deviennent ennemis, les relations se distendent et sont plus conflictuelles. Ils sont alliés mais ont des visions différentes de la vie qui les amènent parfois à se combattre. Bien que Superman semble devoir le vaincre, à chaque fois, Batman remporte la victoire. L'arrêt en 1986 de World's Finest Comics est l'indice de cette transformation des rapports entre les deux héros. Un autre indice de cette évolution dans les comics montre que Batman garde un anneau de kryptonite confié par Superman, au cas où ce dernier, manipulé, se retournerait contre ses proches. Il se méfie de Superman, car il craint que sa puissance perturbe son esprit. Par exemple, dans l'avant-dernier épisode de Batman Beyond, Bruce Wayne remet un morceau de kryptonite verte à Terry, lorsque celui-ci lui apprend que le traître est Superman. Bruce n'est pas surpris : il fait comprendre à Terry que cela devait arriver un jour ou l'autre, même s'il s’avère que Superman était manipulé.

### Vie sentimentale

#### Dans les comics

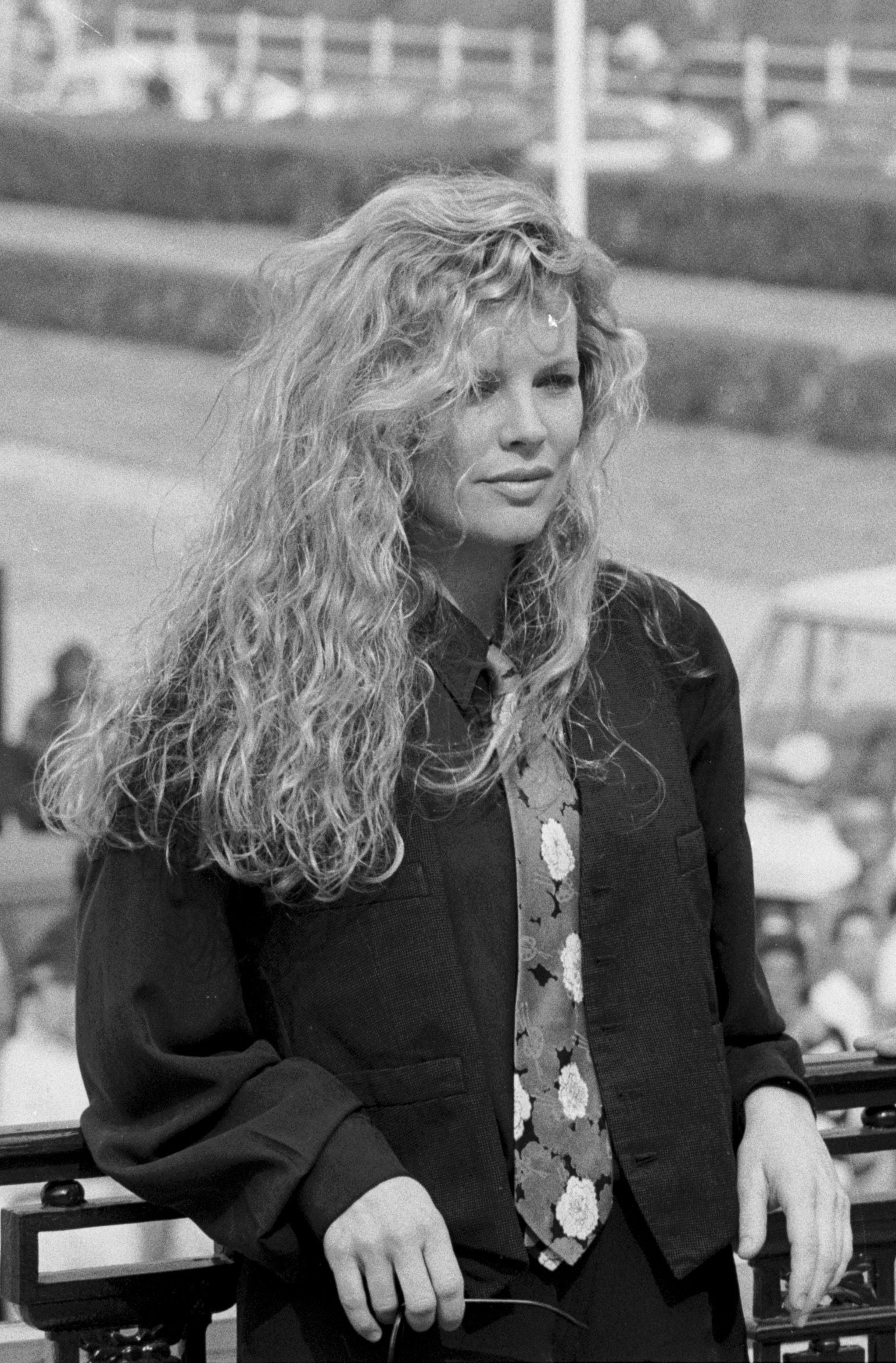
L'actrice Kim Basinger interprète la journaliste Vicki Vale dans le film Batman de Tim Burton.

Depuis sa création, Batman entretien régulièrement des relations amoureuses. Les fiancées succèdent aux brèves amours car Batman, comme Bruce Wayne, n'est pas présenté comme un personnage capable de s'engager sérieusement. De fait les femmes apparaissent plutôt comme une possible distraction empêchant le justicier d'accomplir sa tâche. Batman, digne successeur de Sherlock Holmes, se soucie uniquement de ce qui pourra l'aider dans sa mission et cela ne peut inclure une présence féminine. Dans les premières histoires de Batman, la fiancée de Bruce Wayne s'appelle Julie Madison. Mais elle disparaît assez rapidement de la série. La première femme que Bruce Wayne fréquente assidument est Vicki Vale, journaliste apparue dans Batman no 49. La relation est épisodique et Vicki Vale, malgré ses tentatives, ne parvient jamais à prouver que Batman est l'alter ego de Bruce Wayne. D'autres femmes tournent ensuite autour de Bruce Wayne ou de Batman comme Julie Madison, l'infirmière Linda Page, Catwoman ou Batwoman.
Dans le numéro 233 du comic book Detective Comics apparaît pour la première fois Batwoman, alias Kathy Kane, avec laquelle une relation sentimentale compliquée va s'établir, Batman préférant le célibat alors que Batwoman tente de le convaincre de l'épouser.
Dans les années 1970, Steve Englehart crée le personnage de Silver St. Cloud, éprise de Bruce Wayne et dont ce dernier est amoureux. Silver découvre la double identité de Wayne mais le quitte car elle ne peut supporter l'idée de le voir partir chaque soir en craignant pour sa vie. Après elle, Vicky Vale revient quelque temps avant d'être remplacée par la fille d'Alfred, Julia Pennyworth. Dans les années 1990 ce sont Shondra Kinsolving puis Vesper Fairchild qui servent de fiancées (Vicky Vale est aussi de retour lors de la sortie du film Batman de Tim Burton). Vesper paie cette relation de sa vie quand elle est assassinée dans l'histoire Bruce Wayne : Murderer ?,. Enfin il entretient une relation amoureuse avec sa garde du corps Sasha Bordeaux dans les années 2000 avant que celle-ci ne joue un rôle important durant Infinite Crisis.
De toutes les femmes pour lesquelles Bruce Wayne a éprouvé une attirance, deux sortent du lot. Catwoman et Talia al Ghul attirent le héros mais les chemins qu'elles suivent et qui les mettent hors la loi empêchent la concrétisation des sentiments. Catwoman pourrait être la femme idéale pour Batman mais cela supposerait qu'elle abandonne totalement sa carrière criminelle ou qu'il accepte qu'elle ne suive pas les mêmes règles éthiques que lui. Comme les deux options ne semblent jamais pouvoir se réaliser, les relations entre les deux sont vouées à l'échec. Toutefois, dans l'univers parallèle de Terre-2 Batman et Catwoman, qui a abandonné le crime, se marient et ont une fille, Helena, qui devient The Huntress.
Talia al Ghul est, elle, amoureuse de Batman et grâce aux manœuvres de son père Ra's al Ghul se retrouve l'épouse de Bruce Wayne et la mère de son fils. Même si le mariage se révèle finalement sans valeur, la grossesse de Talia va jusqu'à son terme sans que Batman soit au courant. Des années plus tard, le fils de Bruce Wayne, Damian est présenté à ce dernier.
Depuis les années 2000 l'impossibilité pour Bruce Wayne d'avoir une vie amoureuse normale s'explique par la place prépondérante de sa personnalité Batman. Obsédé par sa mission, Wayne ne peut se permettre de sacrifier celle-ci pour passer du temps avec une femme. Cela a été exprimé très clairement dans l'histoire Bruce Wayne : Murderer ? et celle qui la suit immédiatement, Bruce Wayne : Fugitive dans lesquelles Batman explique qu'il est enfin libéré de Bruce Wayne et que rien ne peut entraver son combat. Déjà en 1986, Denny O'Neil, alors directeur de la publication des titres de Batman, avait prescrit aux auteurs de présenter Bruce Wayne comme éternel célibataire appréciant les femmes,.

#### Dans les films
Dans le film d'animation Batman contre le fantôme masqué, un personnage féminin nommé Andrea Baumont est créé pour l'occasion et est présenté comme ancienne fiancée de Bruce Wayne.
Dans le film Batman Begins, la seule femme qu'il aime est son amour de jeunesse, Rachel Dawes, assistante du procureur. Quand elle découvre que Bruce Wayne est Batman, elle préfère s'éloigner de lui tant qu'il reste résolu à endosser le costume du Chevalier noir, et se fiance plus tard avec Harvey Dent (dans The Dark Knight : Le Chevalier noir). Elle meurt dans l'explosion d'un hangar, orchestrée par le Joker, alors que Batman sauve Harvey Dent.
Dans The Dark Knight Rises, Bruce Wayne entretient une relation avec Miranda Tate, qui se révèle plus tard être en réalité Talia al'Ghul, qui le trahit. Il entame alors une relation avec Selina Kyle/Catwoman.

### Ennemis

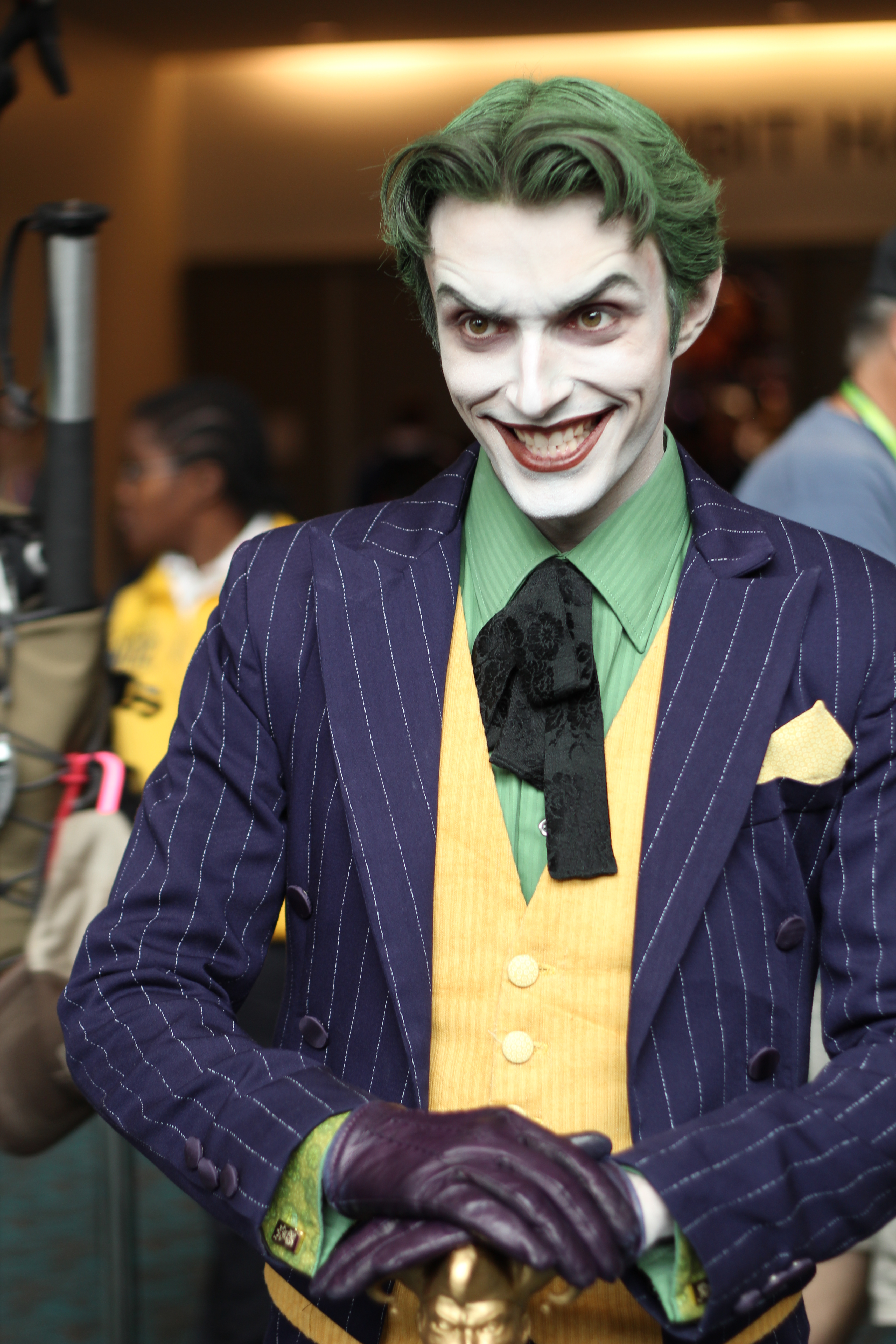
Cosplay du Joker.

À ses débuts, Batman combat essentiellement des criminels ou des gangsters mais les super-vilains costumés font rapidement leur apparition, composant l'une des plus mémorables galeries d'ennemis récurrents dans l'histoire des comics de super-héros,. Conformément à la tonalité de la série, les adversaires marquants de Batman sont généralement démunis de super-pouvoirs à l'instar du justicier masqué. Ils ne s'en montrent pas moins dangereux par la violence et la psychopathie qui les caractérisent.
La plupart des Némésis de Batman ont été créées en 1939 et durant la décennie 1940 : le Joker (clown cruel et sadique, son ennemi juré) et Catwoman (alors appelée simplement « The Cat ») apparaissent tous deux dans le premier numéro du comic book Batman au printemps 1940. Le Pingouin naît en 1941 dans les pages du numéro 58 de Detective Comics et Double-Face en 1942 dans le numéro 66. Le Sphinx, en 1948, doit attendre le 140e opus. À côté de ces personnages hauts en couleur, Batman doit aussi faire face à des politiciens corrompus
Sont créés aussi durant cette période le Chapelier fou, l'Épouvantail, Hugo Strange et Gueule d'argile. D'autres émergent dans les années 1950, 1960 et 1970, avec Deadshot, Killer Moth, Firefly, M. Freeze, Poison Ivy, Man-Bat, Ra's al Ghul et Lady Shiva. Killer Croc ou le Ventriloque sont imaginés dans les années 1980. M. Zsasz, Bane et Harley Quinn dans les années 1990 et depuis l'an 2000 sont apparus Silence et David Cain.
Les ennemis de Batman sont souvent le reflet de celui-ci. Ils représentent ce que Bruce Wayne aurait pu devenir. Double-face montre physiquement ses deux personnalités comme les deux faces d'une même pièce que sont aussi Batman et Bruce Wayne. Ra's al Ghul, dans le film Batman Begins tend tellement vers le bien qu'il est prêt à éliminer tous les criminels alors que Batman ne songe qu'à les arrêter. Le Joker est l'inverse de Batman : le chaos contre l'ordre, la folie contre la raison.

## Analyses et critiques

### Analyses
Superman et Batman sont les deux premiers super-héros de l'histoire et représentent chacun un type de super-héros. Selon Rick Marschall, tous les super-héros qui ont suivi se sont inspirés de l'un ou de l'autre et parfois des deux. Ils partagent des traits de caractères communs comme le refus de tuer. Pourtant, Batman, dans ses premières aventures, n'hésite pas à menacer de mort les criminels, voire à utiliser une arme comme dans le premier numéro de Batman. Mais à la fin de 1941, le directeur de la publication décide que Batman ne doit jamais utiliser une arme. Ceci est annoncé clairement dans le quatrième numéro de Batman : « The Batman never carries or kills with a gun. » Les causes de ce changement sont multiples et liées. Comme les parents s'inquiètent de l'influence néfaste des comics, les ventes risquent de baisser. De plus le responsable éditorial préfère voir le personnage comme cela. Kane et Finger se soumettent facilement et Kane décide de transformer l'apparence de Batman pour qu'elle soit moins effrayante. Dans cette même voie, il fait de Batman un membre honoraire de la police. Cependant, cela n'implique pas un profond changement du personnage qui reste un adepte de l'auto-justice et élimine les criminels sans se soucier des lois.
Le personnage de Batman se plie facilement aux choix des auteurs. Il est, tout au long de sa carrière, constamment réinterprété pour s'adapter aux mœurs de l'époque, aussi bien dans les comics que dans les adaptations. Dans les années 1940, c'est une créature de la nuit combattant des nazis ou des vampires. Après-guerre, le ton devient plus léger et ses adversaires ne sont pas de telles incarnations du mal mais des êtres inconsistants comme des extra-terrestres. L'influence du feuilleton télévisé, qui ne prend pas au sérieux les affrontements entre Batman et ses ennemis, est importante et empêche Batman de retrouver ses origines inquiétantes. En revanche, les années 1970 montrent un héros beaucoup plus sombre qui répond à une époque de doute et de désillusion. Dans les années 1980, de nombreuses histoires mettent Batman en présence des maux réels, comme le terrorisme islamiste, qui touchent alors l'Amérique. Dans les films, Batman est aussi une image de la société réelle. Ainsi, dans Batman Begins, il est, d'après l'aveu du coscénariste, un reflet d'une époque troublée et son ennemi, Ra's Al Ghul, semble inspiré par Oussama ben Laden.

#### Batman justicier
Si la création de Batman par Bruce Wayne s'explique par le désir de venger la mort de ses parents, la justification, plus discutable, de ses actes est possible uniquement parce qu'il s'agit d'une fiction. Batman, et Bruce Wayne, sont bons et les criminels sont sans aucun doute mauvais. La moralité irréprochable de Batman interdit de remettre en question son combat, même hors-la-loi, contre les criminels. Bruce Wayne, issu d'une lignée de riches et vertueux ancêtres, continue, comme un noble protecteur de son peuple, à s'occuper des habitants de Gotham. Sa richesse lui permet d'aider ceux qui en ont besoin et de subventionner les traitements nécessaires aux soins des malades mentaux. Il est surnommé le prince de Gotham et ses actions l'identifient à un noble féodal. Cela explique aussi pourquoi Batman ne peut utiliser d'armes contre les criminels de Gotham. Il doit, comme un noble ou preux chevalier, les arrêter sans les tuer car ce sont aussi des sujets de Bruce Wayne.
Quoique certains puissent voir en Batman un fasciste, le critique Aeon J. Skoble note que le héros n'abuse pas de sa force. Il cherche à appréhender les criminels plutôt que de les tuer et use d'une violence proportionnée à celle de son adversaire. Il incarne une règle de la société « ne violez pas la loi et craignez la ». Le système, « démocratie et American Way », tel qu'il est doit perdurer et Batman, comme Superman, est là pour mettre hors d'état de nuire ceux qui pourraient le miner.

#### Approche psychanalytique
Selon Michael L. Fleisher, la place ambiguë des femmes dans les aventures de Batman peut s'expliquer en se référant à la psychanalyse. Lorsque Bruce Wayne, enfant, voit sa mère mourir, il ressent cela comme un abandon. Toutes les femmes pouvant lui ressembler, il ne peut leur faire confiance. Ce trouble psychique explique ainsi la complexité de ses rapports avec les femmes. De plus, Batman peut chercher des relations compliquées pour assouvir un désir inconscient d'« émasculation » se traduisant par la découverte de sa double identité. Si Vicky Vale découvre son identité secrète, c'en est fait de Batman mais ce dernier apprécie de jouer avec le feu.

### Critiques

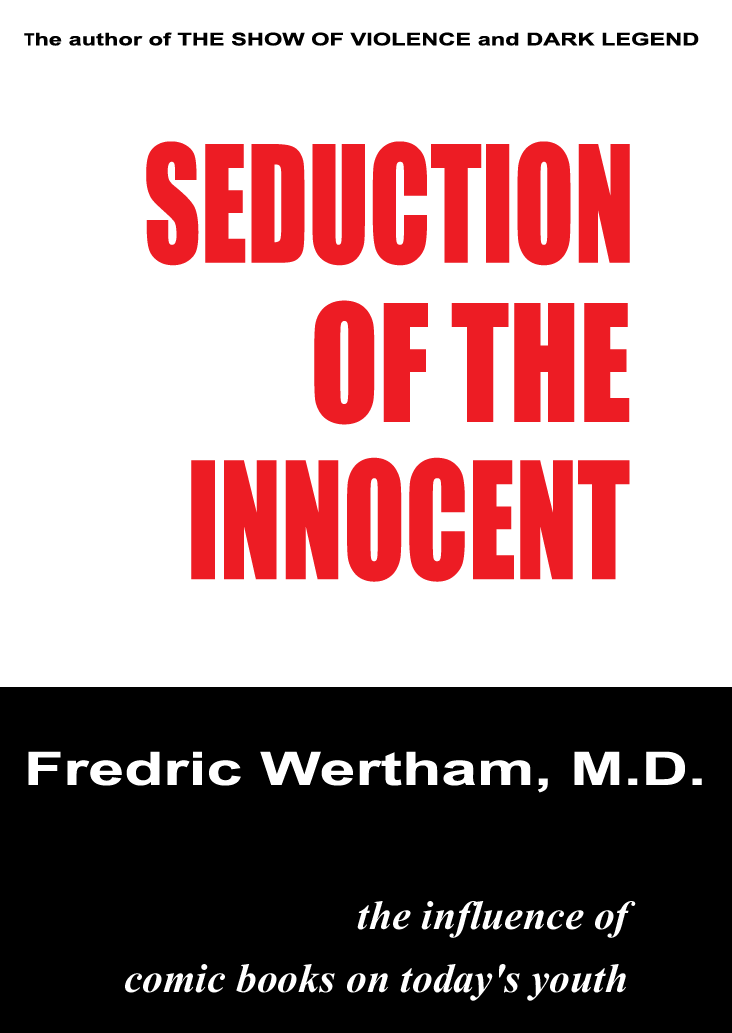
Seduction of the Innocent.

Dans les années d'après-guerre les comics sont fortement critiqués par une partie de la population qui leur reproche leur violence, leur irréalisme et les sous-entendus sexuels. Ces critiques, qui peuvent s'exprimer parfois de façon violente avec des autodafés ont un impact grandissant après la parution du livre du psychologue Fredric Wertham, Seduction of the Innocent. Dans cet ouvrage, Wertham critique les rapports qu'entretiennent Bruce Wayne et Dick Grayson. Il ne suggère pas une relation homosexuelle mais rapporte que de nombreuses personnes considèrent que cette relation est réelle et, dès lors, Wertham exprime sa crainte que des adultes pourraient abuser sexuellement des enfants en expliquant qu'ils imitent Batman et Robin, et ce, dans le contexte maccarthyste où le communisme est associé à l'homosexualité par des conservateurs. Toutefois, la possible homosexualité de Batman a souvent été suggérée comme dans le film Batman et Robin de Joel Schumacher et les relations que peuvent entretenir Batman et son protégé peuvent même être vues comme étant de nature pédophile. DC Comics est intervenu plusieurs fois, en tant que société ou par l'intermédiaire de directeurs de la publication comme Denny O'Neil, pour rejeter toutes ces lectures.
L'idéologie que promeut Batman par ses actes est aussi critiquée. Ainsi, dans le comics Batman: Dark Knight (The Dark Knight Returns) de Frank Miller, Batman apparaît pour certains (Geoff Klock dans How to Read Super Hero Comics and Why) comme « la pire espèce de fasciste réactionnaire ». Il est semblable à Ronald Reagan ou George H. W. Bush dans la justification de la violence pour combattre les ennemis.

## Séries de comics
Batman, depuis sa création, apparaît dans de très nombreux comics et plusieurs lui sont entièrement dédiés. Parfois, il partage la vedette avec Superman ou avec des groupes de super-héros. Il est souvent invité dans des séries d'autres héros et est la vedette de plusieurs romans graphiques. Par ailleurs, Il rencontre parfois des personnages d'autres maisons d'édition dans des crossover.
Batman naît dans les pages du comic book Detective Comics no 27. Rapidement il devient la vedette de cette anthologie et à partir du numéro 35, il est toujours présent sur la couverture.
Cependant les aventures d'autres personnages continuent à être racontées dans Detective comics jusqu'au numéro 568 qui est le premier dans lequel on ne trouve que Batman.
À l'été 1940, paraît Batman no 1 qui est le premier comics à ne présenter que Batman. Il suit en cela Superman, premier comics consacré à un seul personnage. Ces deux comic books consacrés à Batman paraissent depuis sans interruption avec, toutefois, une numérotation reprise au numéro 1 en septembre 2011 suite aux évènements racontés dans Flashpoint.
D'autres comics ont été consacrés à Batman : Legends of the Dark Knight de 1989 à 2007, Shadow of the Bat de 1992 à 2000, Batman Chronicles de 1995 à 2001, Batman : Gotham Knight de 2000 à 2006, Batman Confidential de 2007 à 2011, Batman : Streets of Gotham de 2009 à 2011, Batman and Robin depuis 2009 et Batman, Inc. de 2010 à 2013.
Batman en dehors de ses comics attitrés est aussi un personnage récurrent dans des séries qu'il partage avec d'autres héros. À partir de l'été 1941, il apparaît dans l'anthologie trimestrielle World's Finest Comics où se retrouve aussi Superman. Chacun est le héros de sa propre histoire mais, en juillet 1954 dans le numéro 71, ils participent à une aventure commune. Le duo est alors reformé quasiment à chaque numéro jusqu'en 1986. De même le comics The Brave and the Bold, à l'origine anthologie où aucun héros récurrent n'était présent, devient en 1966 une série dans laquelle Batman trouve à chaque fois un allié pour combattre la menace du moment. Enfin, d'octobre 2003 à octobre 2011 Batman et Superman se partagent la vedette dans le comic book Superman/Batman.
Batman est aussi adapté dans d'autres pays comme au Japon où il connaît des versions mangas. La première est réalisée en 1966 par Jiro Kuwata et s'inspire de la version télévisée avec Adam West. Il faut ensuite attendre les années 2000 pour que le héros revienne dans ce format avec Batman: Child of Dreams de Kia Asamiya en 2001 et Batman: Death Mask de Yoshinori Natsume en 2008.

## Autres médias
Comme Batman est un personnage avec plusieurs significations possibles, ses incarnations audiovisuelles ont pu développer un aspect particulier. Ainsi, le Batman incarné par Adam West a pu être jugé « innocent et sérieux » alors que le Bruce Wayne joué par Michael Keaton apparaîtrait comme excentrique mais en réalité semblable à un « personnage de films d'Orson Welles ».

### Radio
En 1940, est diffusé pour la première fois un feuilleton radiophonique qui a Superman pour héros principal. En mars 1945, Batman et Robin interviennent dans une histoire intitulée The Mistery of the Waxmen. Ils y reviendront à plusieurs reprises. C'est dans cette série radiophonique que Batman et Superman luttent ensemble pour la première fois. Les histoires, dans lesquelles ils luttent en commun, n'apparaissent dans les comics qu'en 1954 dans World's Finest où, jusqu'à cette date, leurs aventures se suivaient seulement. Batman est interprété par Stacy Harris puis par Matt Crowley ou Gary Merrill alors que Robin est toujours joué par Ronald Liss.

### Serials
En 1943 sort le serial Batman qui est programmé en 15 épisodes. Ce film à petit budget est réalisé par Lambert Hillyer et Lewis Wilson y joue Batman luttant contre des Japonais qui menacent Gotham. Ce serial connaît un très grand succès et influence le comics puisqu'il montre pour la première fois la Batcave et que le personnage d'Alfred va, dans le comics, changer d'apparence pour ressembler à celle de l'acteur William Austin qui l'interprète dans le film. Le succès de ce serial amène les producteurs à proposer en 1949, Batman et Robin, réalisé par Spencer Gordon Bennet et qui dure 15 épisodes. La distribution est entièrement renouvelée et Batman est joué par Robert Lowery,.

### Séries télévisées

#### Batman(années 1960)
Le 12 janvier 1966, ABC diffuse Hi Diddle Riddle, premier épisode de la série Batman, produite par William Dozier (qui joue aussi le narrateur), qui est maintenue durant trois saisons de 1966 à 1968 avec un total de 120 épisodes. Le personnage de Batman est interprété par Adam West, celui de Robin par Burt Ward et Alan Napier dans le rôle d'Alfred Pennyworth. Les épisodes durent une demi-heure et forment des paires. La première partie, diffusée le mercredi, s'arrête sur un moment dramatique ; la seconde montre sa résolution et la victoire des héros. Alors que le comics retrouvait un aspect sombre, proche de celui des origines, la série est produite avec un ton humoristique. Pour parfaire ce second degré il est demandé aux acteurs de jouer sérieusement leur rôle, le comique devant provenir de l'incongruité des situations. Cela est visible clairement lorsque Batman et Robin escaladent des murs. Le trucage, qui consiste à mettre un faux mur au sol sur lequel les héros tiennent une corde et à filmer après avoir tourné la caméra, n'est et ne se veut pas crédible. De même, lors des combats, des onomatopées semblables à celles des comics apparaissent sur l'écran de télévision pour marquer l'échange de coups. La série est un succès immédiat alors que les tests de visionnage faisaient craindre un cuisant échec. Ce succès se maintient également lorsqu'un film tiré de cette série est distribuée à l'été 1966. En revanche à partir de la deuxième saison, l'intérêt des spectateurs faiblit. Pour compenser les pertes, ABC demande que les épisodes ne fonctionnent plus en couple mais qu'ils soient indépendants. Des économies, faites sur les décors et les accessoires, affaiblissent la qualité de la série. Pour relancer l'intérêt, William Dozier a l'idée de créer une Batgirl. Après consultation des éditeurs de DC Comics elle apparaît dans la série mais elle ne suffit pas à relancer l'intérêt des téléspectateurs et après cette troisième saison Batman quitte les écrans en mars 1968.
Les Anges de la nuit (2002-2003)
Série centrée sur les personnages de Helena Kyle / Huntress, Barbara Gordon / Batgirl / Oracle et Dinah Redmond-Lance. Bruce Thomas interprète Batman dans le premier épisode

#### Gotham(2014-2019)
Le 22 septembre 2014 sur le réseau Fox est lancée la série Gotham créée par Bruno Heller. L'histoire est centrée sur James Gordon avant qu'il devienne le commissaire de Gotham. Bruce Wayne est incarné par David Mazouz durant l'intégralité de la série.

#### Titans(2019-2023)
Dans cette série adaptée des comics Teen Titans, Batman y est plusieurs fois mentionné et on apprend que lui et Dick Grayson sont en froid. Malgré tout, il continue à veiller sur son ancien apprenti, envoyant Jason Todd, le nouveau Robin, le prévenir qu'il est en danger après avoir retrouvé d'anciens membres du cirque Haly assassinés.
Dans une vision provoquée par Trigon, Dick se retrouvera face à un Batman radicalisé après une série d'évènements impliquant la mort de Alfred Pennyworth. Dick le traquera et le tuera, achevant sa transformation en esclave du démon, avant d'être sauvé par Raven.
Dans la saison 2, Bruce Wayne apparait en chair et en os et est interprété par Iain Glen.

#### Gotham Knights(2023)
À la suite de la mort de Bruce Wayne, alias Batman, la ville de Gotham City n'est plus en sécurité. Turner Hayes, le fils adoptif de Bruce, est accusé à tort du meurtre de son père aux côtés de plusieurs enfants d'ennemis de Batman. Bruce Wayne est incarné par David Miller dans le premier épisode.

### Arrowverse

#### Crisis on Infinite Earths(2019)
Il est annoncé que Kevin Conroy, la voix originale de Batman dans la série d'animation éponyme, reprendra le rôle du justicier masqué en live-action dans le crossover Crisis on Infinite Earths de l'univers des séries Arrow, Flash, Supergirl de la chaîne The CW. Il apparaît dans la seconde partie du crossover en tant que Bruce Wayne de Terre-99.

#### Batwoman(2020-2022)
En 2020, le dernier épisode de la première saison de Batwoman révèle que l'acteur Warren Christie a été choisi pour être le visage de Bruce Wayne (dont le personnage a quitté Gotham plusieurs années avant les évènements de la série).

### Séries d'animation
| |  |  |
| Les auteurs Paul Dini et Bruce Timm sont les concepteurs de la série d'animation Batman diffusée entre 1992 et 1995. |  |  |

Après le feuilleton télévisé diffusé de 1966 à 1968, Batman revient sur les écrans en 1968-1969 mais cette fois-ci comme personnage de série d'animation. Il partage la vedette avec Superman dans la série intitulée The Batman / Superman hour. Les épisodes de cette série, d'une très faible qualité, sont ensuite réutilisés pour une série intitulée Batman with Robin the Boy Wonder. De 1973 à 1979, Batman est de nouveau utilisé comme personnage de dessin animé dans la série Super Friends où il partage la vedette avec d'autres personnages issus des comics de DC comme Superman ou Wonder Woman. Cette série est aussi très faible et les deux contrastent avec celle créée en 1992, intitulée Batman de Paul Dini et Bruce Timm. Diffusé par la Fox ce dessin animé est reconnu comme une œuvre importante dans l'univers de Batman. Les mêmes auteurs réalisent en 1999 la série Batman, la relève dans laquelle Bruce Wayne, très âgé, a rangé son costume définitivement et sert de mentor à un jeune homme, Terry McGinnis, qui devient le nouveau Batman.
En 2004, sur Kids' WB et Cartoon Network, commence une nouvelle série, The Batman, destinée à un public plus jeune que la précédente. Elle dure jusqu'en 2008 et engendre une adaptation en comics intitulée The Batman Strikes. Cette série est centrée sur les débuts de Batman et ses premières rencontres avec ses ennemis habituels. En 2013, une série intitulée Prenez garde à Batman ! est lancée avec l'apparition de nouveaux personnages mais elle s'arrête en 2014.
En 2019, le personnage fait son retour à la télévision dans la série Harley Quinn dans laquelle il est joué par Diedrich Bader qui lui prêtait déjà sa voix dans Batman : L'Alliance des héros.

### Longs métrages

#### Premier long métrage
En 1966 sort le film Batman inspiré de la série télévisée diffusée à ce moment sur les écrans américains. Comme dans la série, Batman est joué par Adam West et Robin par Burt Ward. Les antagonistes principaux des héros sont le Joker (joué par Cesar Romero), le Pingouin (Burgess Meredith) et le Sphinx (Frank Gorshin). Catwoman apparaît, jouée par Lee Meriwether et non par Julie Newmar détentrice du rôle dans la série télévisée. En effet, celle-ci est indisponible pour le tournage du film dirigé par Leslie H. Martinson réalisateur de deux épisodes de la série. Le tournage, très rapide, commence dès l'achèvement de la première saison télévisée à la fin avril 1966 et se termine fin mai. Le film est prêt à être distribué fin juillet et la première mondiale se tient à Austin le 30 juillet. Bien que les critiques soient plutôt négatives et que les Américains commencent à se lasser de la « Batmania », le film est un succès.

#### Tétralogie des années 1990
|                                                                  |  |  |
| L'acteur Michael Keaton et son costume de Batman, de Tim Burton. |  |  |

En 1986, portée par le succès de Batman: The Dark Knight Returns de Frank Miller et The Killing Joke d'Alan Moore, la société Warner Bros. décide de produire un film dont Batman est le héros. L'écriture du script et la nécessité d'attendre la fin du tournage de Beetlejuice réalisé par Tim Burton qui doit diriger le film reportent le tournage. Lors de la pré-production les fans du comics se manifestent pour signifier leurs inquiétudes : Burton ne serait pas assez expérimenté, Michael Keaton dans le rôle de Batman et Jack Nicholson dans celui du Joker risqueraient de ne pas être crédibles, le film serait trop kitsch, etc. Malgré ces attaques, le film, intitulé sobrement Batman, qui sort en 1989, est un succès. Burton s'empare du personnage pour en donner sa version dans son style personnel apprécié des critiques et du grand public. Batman rapporte 251 millions de dollars sur le marché nord-américain et 160 millions de dollars à l'international, soit un total d'environ 411 millions de dollars.
En 1992 sort une suite intitulée Batman : Le Défi avec encore Tim Burton à la réalisation et Michael Keaton dans le rôle-titre. Cette fois Batman doit combattre le Pingouin, joué par Danny DeVito, Catwoman, interprétée par Michelle Pfeiffer et Max Shreck interprété par Christopher Walken. Tim Burton participe à la production du film et obtient d'être le seul responsable. Il crée alors une œuvre sombre qui n'a pas l'agrément de la Warner Bros. La Warner voulait un film tout public pour que les ventes de produits dérivés soient importantes alors que Tim Burton réalise un film pour un public adulte et ne se soucie pas du merchandising. Malgré cela le film rapporte 160 millions de dollars seulement aux États-Unis, et 270 millions au total.
Après Batman : Le Défi, Warner ne souhaite plus que Tim Burton réalise une nouvelle aventure de Batman et préfère confier le troisième film intitulé Batman Forever à Joel Schumacher. Ce dernier accepte les demandes de l'entreprise et réalise un film qui peut être vu par les plus jeunes. Michael Keaton refuse de porter une troisième fois le costume du chevalier noir et il est remplacé par Val Kilmer. Les ennemis sont cette fois Double-Face, joué par Tommy Lee Jones, et l'Homme-mystère, joué par Jim Carrey. Robin, joué par Chris O'Donnell, apparaît pour la première fois et Nicole Kidman interprète le rôle de Chase Meridian. Bien que différente de la version de Tim Burton, celle de Schumacher est aussi inventive avec un travail sur la couleur, la photographie et le décor. Les résultats d'exploitation, bien qu'inférieurs à ceux du premier Batman, sont cependant supérieurs à ceux du deuxième film de Tim Burton. Aux États-Unis le film rapporte 184 millions de dollars et avec des recettes de plus de 152 millions dans le reste du monde, le total s'élève à plus de 336 millions de dollars.
Le dernier film de la série, intitulé Batman et Robin, est aussi réalisé par Joel Schumacher et sort en 1997. Val Kilmer laisse la place à George Clooney dans le rôle de Batman qui doit cette fois combattre Mr Freeze joué par Arnold Schwarzenegger et Poison Ivy jouée par Uma Thurman. Il est aidé par Robin toujours interprété par Chris O'Donnell et Batgirl interprétée par Alicia Silverstone. Bien que le film rapporte 237 millions de dollars, il est très mal reçu par les critiques et cet échec amène Warner Bros à ne pas produire un cinquième film comme prévu initialement.

#### Trilogie de Christopher Nolan
|                                                                                                  |  |  |
| L'acteur Christian Bale et son costume dans le dernier opus de la trilogie de Christopher Nolan. |  |  |

Après l'abandon de ce projet d'un cinquième film réalisé par Joel Schumacher et qui se serait appelé Batman Triumphant, d'autres scénarios sont proposés (Batman: Darknight, Batman de Darren Aronofsky, Year One de Frank Miller repris ensuite par Lana et Andy Wachowski, etc.). Aucun de ces projets n'est retenu par Warner Bros et c'est seulement en 2005 que sort la première partie d'une trilogie réalisée par Christopher Nolan avec Christian Bale dans le rôle de Batman. Les titres de ces trois films sont Batman Begins (2005), The Dark Knight : Le Chevalier noir en 2008 et The Dark Knight Rises en 2012. Dès le début du projet, une trilogie est prévue dans laquelle les trois œuvres se répondent. Aussi, plusieurs acteurs, en plus de Christian Bale, sont engagés pour le même rôle dans les trois films : Michael Caine joue Alfred Pennyworth, Morgan Freeman Lucius Fox, Gary Oldman Jim Gordon.
Christopher Nolan réussit à reprendre le personnage et créer une série qui ne doit plus rien aux films des années 1990. Avec Batman Begins il présente les débuts de l'homme chauve-souris qui, revenu à Gotham après une absence de 8 ans, doit combattre l'épouvantail joué par Cillian Murphy et Ra's Al Ghul interprété par Liam Neeson. Les choix esthétiques et le scénario de David S. Goyer contribuent au succès du film qui rapporte plus de 374 millions de dollars dans le monde.
Le deuxième film intitulé The Dark Knight : Le Chevalier noir est aussi un succès critique et commercial. Cette fois Batman doit lutter contre le Joker, interprété par Heath Ledger qui assure une prestation qualifiée d'inoubliable, et Double-Face, joué par Aaron Eckhart. Les recettes s'élèvent à plus d'un milliard de dollars. ce qui le classe au 18e rang du box-office mondial. Il est suivi en 2012 par The Dark Knight Rises dans lequel Batman affronte Bane, joué par Tom Hardy, et Talia al Ghul, la fille de Ra's Al Ghul, le vilain du premier film, jouée par Marion Cotillard. L'accueil public et critique est excellent ; le site Rotten Tomatoes évalue la note moyenne des critiques à 8 sur 10. Les recettes du film dépassent celles du précédent opus pour s'établir à plus d'un milliard et 84 millions de dollars.

#### Univers cinématographique DC

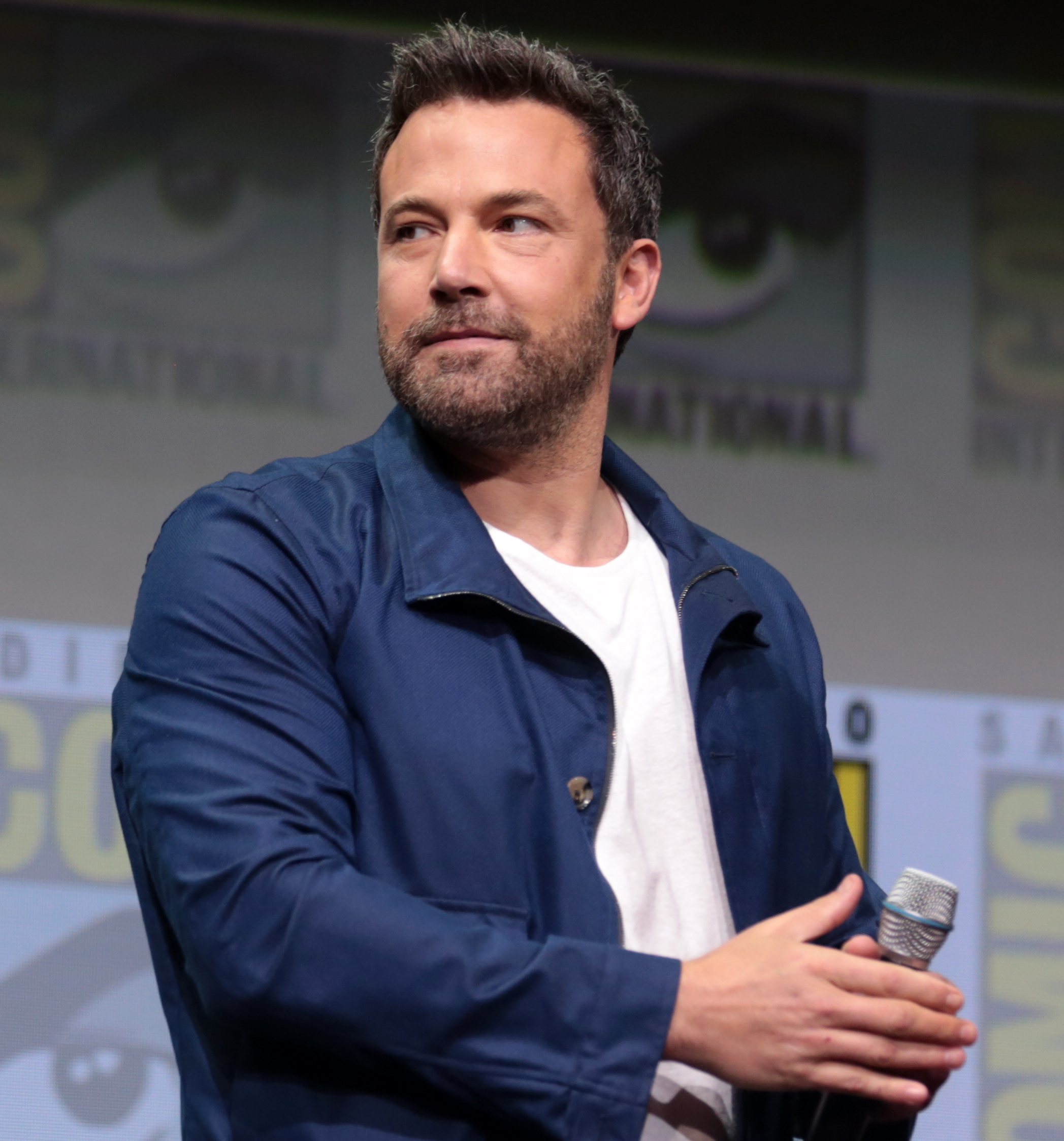
L'acteur Ben Affleck incarne Batman dans les deux films réalisés par Zack Snyder.

L'idée de produire une suite à The Dark Knight Rises est rapidement abandonnée car Christopher Nolan et Christian Bale ont clairement fait savoir qu'ils ne comptaient pas rajouter un quatrième volet à leur trilogie. Toutefois, à la suite du succès de Man of Steel, Warner Bros. décide de créer un univers cohérent comme le concurrent Marvel Studios, et de lancer une franchise inspirée de DC Comics.
Zack Snyder prend les rênes de la réalisation du projet pour le retour de Batman au cinéma dans une aventure avec Superman, Batman v Superman : L'Aube de la Justice, sorti en 2016, à la fois suite de Man of Steel et une relance de Batman qui est interprété par Ben Affleck. Par la suite, on retrouve Batman dans le film de David Ayer, Suicide Squad, en 2016, quoiqu'il n'y apparaisse que très peu. Il est de retour toutefois dans la suite de Batman V Superman, Justice League de Zack Snyder en 2017 toujours avec Ben Affleck dans le rôle de Bruce Wayne / Batman.
Un nouveau film, réalisé cette fois par Matt Reeves, est ensuite annoncé mais sans Ben Affleck. En mai 2019, il est annoncé que le nouvel interprète de Batman sera Robert Pattinson. Ce nouveau film, The Batman, sorti en mars 2022, ne fait cependant pas partie de l'univers cinématographique DC.
En 2023, Batman, sous les traits de Ben Affleck, apparaît dans le film de l'univers cinématographique DC, The Flash. Dans cette aventure, Flash voyage dans le multivers, ce qui l'amène à rencontrer dans une réalité alternative le personnage de Batman, interprété par Michael Keaton et dans une autre réalité celui de George Clooney. Dans ce film, apparaît également en caméo à travers des images d'archive  la version d'Adam West.

#### Film d'animations
Dans les années 1990 le succès de la série animée amène la production de films d'animation qui sortent directement en vidéo comme Batman et Mr Freeze : Subzero en 1998, Batman, la relève : Le Retour du Joker en 2000, etc. Cependant avant cela un autre film, Batman contre le fantôme masqué était sorti en salles en 1993. Prévu à l'origine pour une sortie directe en vidéo, il est finalement diffusé dans les cinémas à partir du jour de Noël 1993. Malgré ses qualités, le film ne reste pas longtemps sur les écrans et disparaît au bout de quelques semaines.
Un long métrage basé sur la série Batman, la relève est édité en vidéo par Warner en 2000 Batman, la relève : Le Retour du Joker.
En 2007, DC Comics lance une collection de films destinés à la vente en vidéo et intitulée DC Universe Animated Original Movies. Batman est le personnage principal de nombre de ces films. On le retrouve ainsi dans Batman et Red Hood : Sous le masque rouge en 2010, Batman: The Dark Knight Returns en 2013 mais aussi dans des films mettant en scène la ligue de Justice comme Justice League Dark: Apokolips War en 2020.
Par ailleurs, plusieurs films d'animations sont nés du partenariat entre Warner/DC avec la firme de jouets Lego et s'adressent plus aux enfants. Lego DC Comics: Batman Be-Leaguered (2014), Lego DC Comics Super Heroes : La Ligue des Justiciers contre la Ligue des Bizarro (2015) et Lego DC Comics Super Heroes : La Ligue des justiciers - L'Attaque de la Légion maudite (2015) sortent uniquement en vidéo. Lego Batman, le film est sorti cependant en salles en 2017. Il fait suite à La Grande Aventure Lego (2014), dans lequel Batman faisait une apparition. Batman revient ensuite dans La Grande Aventure Lego 2 (2019). En 2019, il rencontre les Tortues Ninja dans Batman vs. Teenage Mutant Ninja Turtles de Jake Castorena.

### Jeux vidéo

Publicité pour le jeu vidéo Batman: Arkham City (2011).

Depuis 1986 et le jeu Batman, sorti sur Amstrad CPC, MSX et ZX Spectrum, Batman est le héros de nombreux jeux vidéo à son effigie. Toutefois, même si le personnage dirigé par le joueur et les ennemis qu'il combat ont les costumes des séries de DC Comics, rien de ce qui constitue l'univers de Batman n'est conservé dans les jeux jusqu'en 1989, année de sortie du premier film de Tim Burton. La plupart de ces jeux seront alors des adaptations des diverses incarnations cinématographiques ou animées du personnage et dans tous les cas, le joueur est face à un jeu vidéo à défilement horizontal.
En 1989, la société japonaise Sunsoft se penche sur le film et achète les droits, et sort une première version de type action-plates-formes simplement nommée Batman: The Video Game sur Nintendo Entertainment System. Cette adaptation NES du film est considérée comme l'un des meilleurs titres de cette console,. Puis, une seconde version, cette fois-ci de type beat them all, voit le jour sur une console naissante et plus puissante, la Mega Drive. Cette coïncidence de sortie ne signifie pas que le film serve nécessairement d'inspiration au jeu. Le Batman de 1989 ne garde que le costume et quelques accessoires du personnage alors que le second retient en plus quelques idées du film.
À la sortie du deuxième film de Tim Burton, plusieurs éditeurs, Sega, GameTek UK et Konami, vont acquérir les droits afin de sortir chacun leur adaptation vidéoludique du film. En 1993, sort sur Game Boy Batman: The Animated Series inspiré par le dessin animé du même nom,. Sega et Konami vont sortir chacun leur version beat them all de The Adventures of Batman and Robin, une sur Mega Drive et une sur Super Nintendo et seront reçues positivement par la critique.
En 2001, la même série animée est à l'origine du jeu Batman : Vengeance pour Xbox et PlayStation 2. Le jeu, qui n'est plus à défilement horizontal, permet au joueur de retrouver le monde de l'animé et de combattre les personnages qui l'habitent ; la plupart des voix des personnages sont les mêmes dans la série et dans le jeu (Mark Hamill en Joker, Arleen Sorkin en Harley Quinn, etc.).
Parmi les jeux les plus réussis figure Batman: Arkham Asylum, un titre sorti en 2009 édité par Eidos Interactive qui reçoit d'excellentes critiques : les agrégateurs de notes lui octroient 91 sur 100 pour Metacritic et 91,89 % pour GameRankings,. Le jeu est alors à l'origine de la franchise Batman: Arkham, et connaît trois suites : Arkham City, Arkham Origins et Arkham Knight. Arkham Asylum et ses suites sont conçues comme des œuvres dans lesquelles aucun des éléments constitutifs d'un jeu (scénario, jouabilité, graphisme, etc.) n'est délaissé. Le scénario est écrit par Paul Dini, auteur reconnu des dessins animés mettant en scène Batman, la jouabilité est excellente et le graphisme très riche. Par ailleurs, cette série de jeux constitue, à partir des éléments classiques de l'univers Batman, un monde unique comme pouvaient l'être les séries de films. L'asile d'Arkham est le lieu où se déroule le premier jeu mais les jeux suivants quittent cette prison pour fous dangereux et emmènent Batman dans des endroits originaux. Arkham city, un regroupement de plusieurs quartiers de Gotham city transformé en quartier de haute sécurité, est une création pour le deuxième jeu où tous les fous d'Arkham mais aussi les criminels condamnés de la prison de Blackgate sont enfermés. À cette série de jeux s'ajoutent des parties développées dans des comic books (Arkham City écrits par Paul Dini) et des bandes dessinées accessibles sur Internet (Arkham Unhinged). En attendant la sortie de Batman: Arkham Knight une préquelle, Arkham Origins, créée par Warner Bros. Games Montréal, a permis de patienter. Le dernier opus de la série Arkham Knight sort enfin en juin 2015 et reçoit encore de très bonnes critiques comme celle de Gamekult ou celle de IGN. Plus récemment un jeu centré sur la bat-family est sortie Gotham Knights (jeu vidéo)

## Produits dérivés
Le personnage de Batman est suffisamment connu pour que son image soit utilisée sur des produits dérivés. Ce sont surtout les incarnations télévisées ou cinématographiques qui ont entretenu ce phénomène. Ainsi, la série télévisée diffusée de 1966 à 1968 provoque une mode Batman et pour profiter de cette aubaine, DC Comics accorde des licences d'exploitation à de nombreuses entreprises. Dès lors, des costumes, des jouets, des livres, des cartes, etc. sont vendus alors que jusqu'à cette année Batman avait été très peu utilisé pour vendre des produits dérivés. Le total des ventes portant l'image de Batman est alors estimé à 75 millions de dollars.
La carrière à l'écran de Batman dans les décennies suivantes permet de toucher un important public d'enfants et des produits dérivés sont fabriqués pour profiter du phénomène. Ainsi, une série de figurines en plastique créées par la société Mego propose de nombreux personnages et des accessoires (batmobile, batcave, etc.). Lors de la sortie du film de Tim Burton en 1989, la vente de produits dérivés est aussi importante puisque plus de trois cents licences sont accordées à des entreprises. L'une d'elles est particulière puisqu'il s'agit de la création par Prince d'un album inspiré par le film. De même, la diffusion de dessins animés à partir de 1992 a entraîné la création de produits destinés aux enfants comme la série de jouets distribuée par Kenner.